# Sturmflut 1962

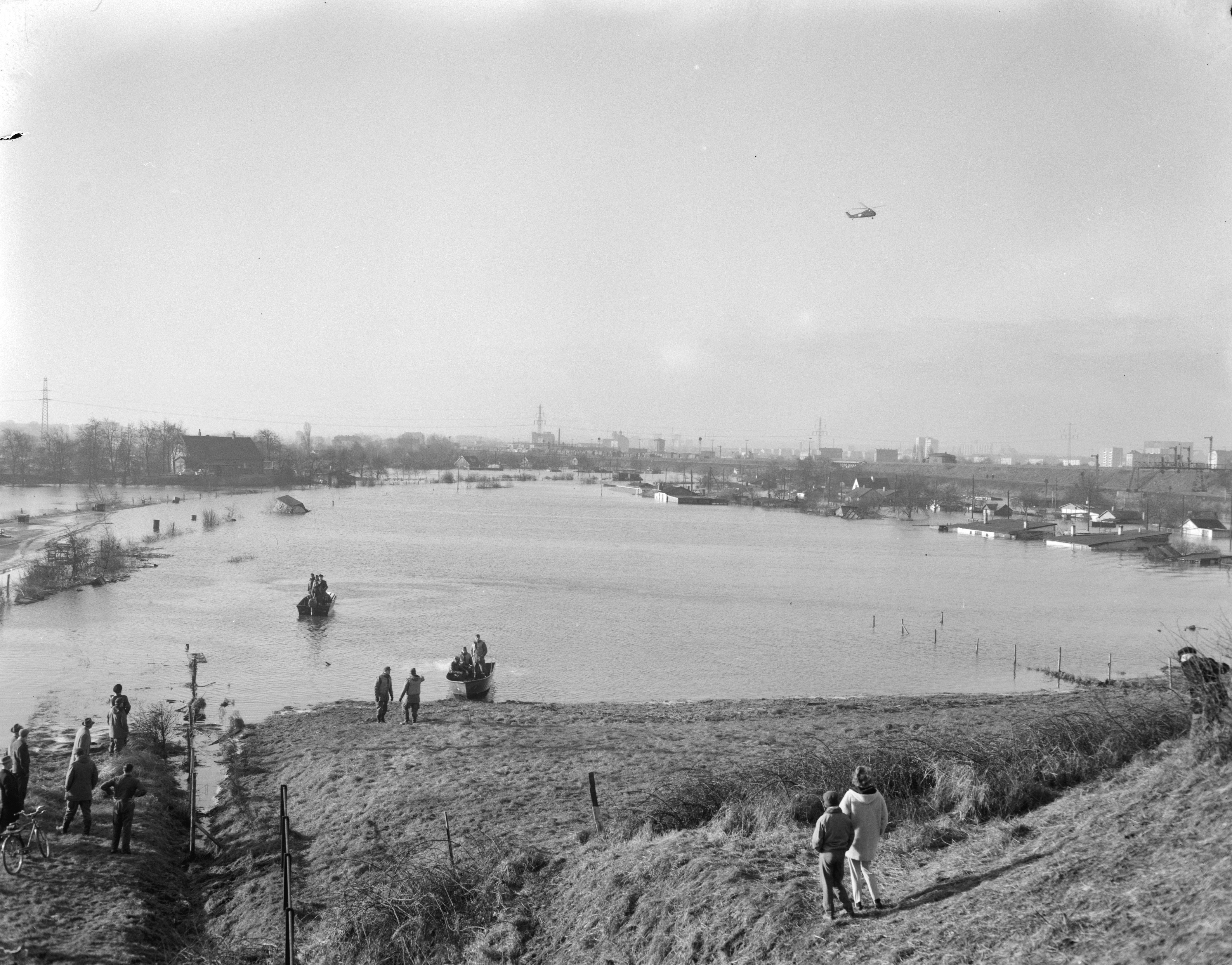
Überflutungen nach der Sturmflut in Hamburg, 19. Februar 1962

Die Sturmflut 1962 war eine Flutkatastrophe an der deutschen Nordseeküste in der Nacht vom 16. auf den 17. Februar 1962.
An den Unterläufen von Elbe und Weser sowie ihren damals noch ungesicherten Nebenflüssen wurden hohe, vorher nicht beobachtete Wasserstände erreicht. Vor allem an den seit der Flutkatastrophe von 1953 (Hollandsturmflut) noch nicht erhöhten Deichen in diesen Flussgebieten kam es zu schweren Schäden und zahllosen Deichbrüchen, wohingegen die Seedeiche trotz schwerer Schäden bis auf wenige Ausnahmen den Fluten standhielten. Insgesamt starben 347 Menschen, davon 9 Soldaten.
Außergewöhnlich schwer betroffen war das Unterelbegebiet mit der Hansestadt Hamburg, wo vor allem die Stadtteile Neuenfelde, Wilhelmsburg und Finkenwerder durch Deichbrüche in Mitleidenschaft gezogen wurden; dort starben die meisten der in Hamburg insgesamt zu beklagenden 315 Todesopfer.
Ursächlich für das Ausmaß der Katastrophe in Hamburg waren gravierende städtebauliche und verwaltungsorganisatorische Mängel sowie technisch unzureichende und teilweise schlecht gepflegte Deiche und andere Hochwasserschutzeinrichtungen.

## Vorbemerkung

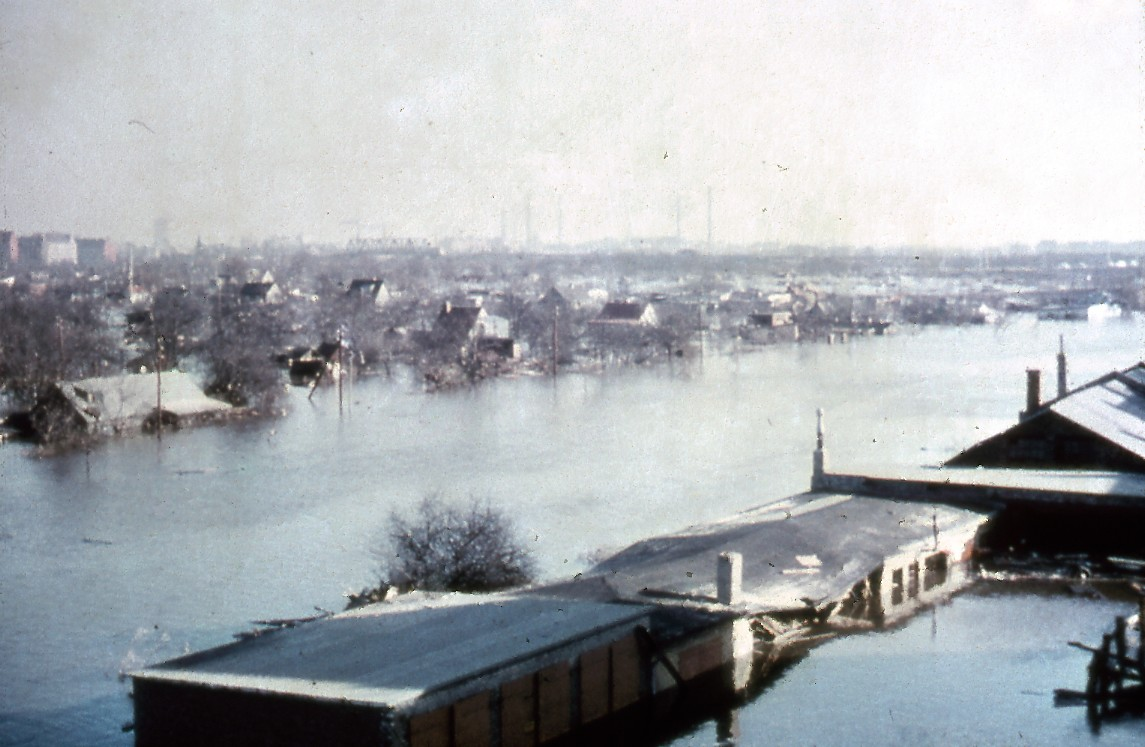
Überflutete Siedlung in Hamburg-Wilhelmsburg

Die Sturmflut vom 16./17. Februar 1962 fand in einer Zeit statt, in der die moderne Informationstechnologie wie auch die Methodik der Wasserstands- und Wettervorhersage noch nicht entwickelt war: Es gab keine Wettersatelliten, die für die Wasserstands- und Wettervorhersage zuständigen Stellen arbeiteten auf nationaler Ebene und eine internationale Vernetzung war nur rudimentär vorhanden. Insbesondere auf See fand die kontinuierliche Wetterbeobachtung nur in Form stündlicher Beobachtungen anhand genau festgelegter phänomenologischer Kriterien (Beaufortskala für Wind, Petersen-Skala für Seegang) statt, die dann von Hand in Wetterkarten eingetragen wurden. Plötzlich eintretende Wetterverschlechterungen konnten so teilweise erst erkannt werden, wenn es für eine rechtzeitige Warnung schon zu spät war, wie es bei dem Hollandorkan 1953, dem Adolph-Bermpohl-Orkan im Jahr 1967 oder noch beim Orkan Quimburga im Jahr 1972 der Fall war.
Als Kommunikationsmittel standen Telefon, Fernschreiber und Funk zur Verfügung. Als Bindeglied zwischen den Behörden und der Bevölkerung dienten Aushänge, Tageszeitungen, Luftschutzsirenen sowie Lautsprecherwagen von Polizei und Feuerwehr. Fernsehen und Rundfunk sendeten nur eingeschränkt für einige Stunden am Tag. Die laufenden Programme wurden oft von anderen deutschen Sendeanstalten übernommen und ließen sich nur sehr schwer ändern oder unterbrechen. Als problematisch erwies sich auch immer wieder der Umstand, dass noch in den 1960er Jahren die Stromversorgung in den Siedlungsgebieten sowohl auf dem Land als auch in den Städten mit Freileitungen erfolgte. Diese Freileitungen fielen oft gleich zu Beginn einer Schlechtwetterlage durch Blitzschlag und Windböen aus. Durch die großflächigen, langandauernden Stromausfälle konnte die Bevölkerung dann lediglich mit Lautsprecherwagen von Polizei und Feuerwehr oder durch von Haus zu Haus gehende Beamte gewarnt werden. Diese technischen Rahmenbedingungen spielten bei der Sturmflut im Februar 1962 eine bedeutende Rolle.

## Chronik der Katastrophe

### Entwicklung der Wetterlage

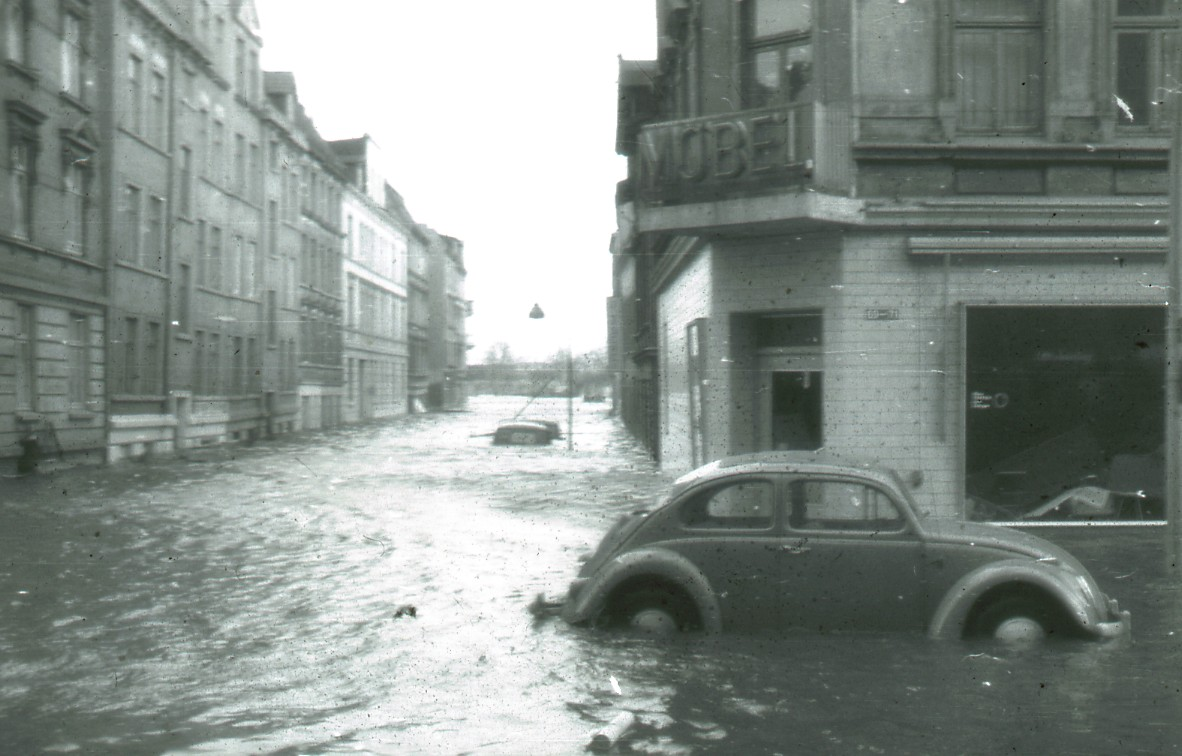
Überflutete Straße in Wilhelmsburg

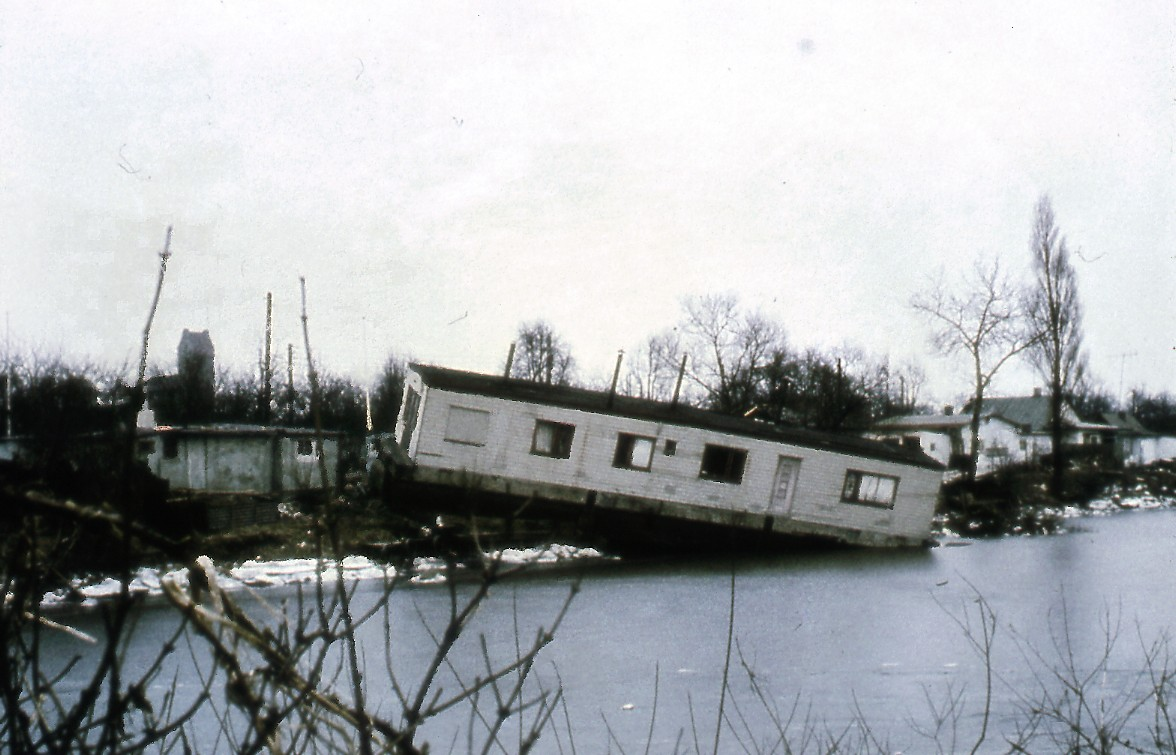
Zerstörte Siedlung in Wilhelmsburg

Der Orkan Vincinette, der in der Nacht vom 16. auf den 17. Februar 1962 eine die gesamte deutsche Nordseeküste treffende Sturmflut auslöste, stand am Ende einer seit Dezember 1961 andauernden stürmischen Westwind-Wetterlage.
Bereits am 12. Februar 1962 war die gesamte deutsche Nordseeküste von einer schweren Sturmflut betroffen, die allerdings mit Wasserständen von etwa 2 Metern über dem mittleren Tidehochwasser bei weitem nicht die Rekordwerte erreichte, wie sie fünf Tage später an allen Nordsee-Pegeln östlich Bensersiels sowie in den Stromgebieten von Ems, Weser und Elbe sowie deren Nebenflüssen zu verzeichnen waren. Dieses Tief hatte sich in den Vortagen in der Irmingersee entwickelt und lag am 11. Februar mit einem Kerndruck von 975 Hektopascal über dem Seegebiet südwestlich von Island und am 12. Februar 1962 dann mit einem Kerndruck von 953 Hektopascal über Südschweden.
Dieses dem die Sturmflut hervorrufenden Orkan vorausgehende Tief hatte in der Irmingersee ein Teiltief hinterlassen, so dass hinter dem nach Osten abziehenden Orkantief vom 12. Februar die über Grönland und Labrador bereitstehende Kaltluft nur begrenzt nach Süden vorstoßen konnte. Trotzdem kam es in der Zeit zwischen dem 12. und 15. Februar 1962 im nördlichen Nordseeraum zu wiederholten Kaltlufteinbrüchen mit stürmischen nordwestlichen Winden, so dass bereits zu diesem Zeitpunkt sehr viel Wasser aus dem Europäischen Nordmeer in die Nordsee gedrückt wurde.
Am 12. Februar 1962 bildete sich aus dem in der Irmingersee zurückgelassenen Teiltief ein eigenständiges Tiefdruckgebiet. In der Folgezeit zog dieses durch die Steuerung eines weit nach Norden vorgeschobenen Azorenhochs unter stetiger Vertiefung zunächst in den Raum nordwestlich Islands. Am 16. Februar erreichte es die mittelnorwegische Küste im Raum Trondheim und zog anschließend in südöstlicher Richtung in den Raum Stockholm, wo es mit einem Kerndruck von 950 Hektopascal den tiefsten Luftdruck erreichte.
In den Abendstunden des 16. Februars 1962 bildete das weit nach Norden vorgeschobene Azorenhoch einen kräftigen Keil über den Britischen Inseln, so dass die Seegebiete der Nordsee unter den Einfluss von immer schärfer ausgeprägten Luftdruckgradienten gerieten.
Am Donnerstag, dem 15. Februar, wurde um 21 Uhr erstmals eine Sturmwarnung für die Nordsee mit Stärke 9 über Norddeich Radio gesendet und die Sturmsignale in Küstenhäfen gesetzt. In den späten Abendstunden wurde eine starke Windzunahme an der gesamten deutschen Küste sowie eine Drehung von südwestlichen auf westliche Richtungen beobachtet. Am 16. Februar erreichte das Sturmfeld des von Island aus über das Europäische Nordmeer nach Südschweden ziehenden Orkantiefs die Nordsee. In den Seegebieten der nördlichen Nordsee sowie im Skagerrak traten Windgeschwindigkeiten jenseits des Messbereichs der damaligen Windmessgeräte auf. Ab etwa 10 Uhr am Vormittag des 16. Februars herrschte im Seegebiet der Deutschen Bucht Weststurm mit 9 Bft. im stündlichen Mittel.
Infolge der sich stetig verschlechternden Wetterlage wurde am Morgen des 16. Februar 1962 die Sturmwarnung der Cuxhavener Wetterlage mit einem Hinweis versehen, dass möglicherweise eine sehr gefährliche Sturmflutlage zu erwarten sei.
In den Mittagsstunden drehte der Sturm auf nordwestliche Richtungen und nahm weiter zu, so dass bei der dem Mittagshochwasser nachfolgenden Ebbe das Wasser nur unwesentlich fiel. In Bremen und Hamburg entsprach das gegen 20 Uhr eintretende Niedrigwasser etwa dem normalen Tidehochwasser. In den Abendstunden verschärfte sich nach dem Durchzug der Kaltfront des Tiefs in der nun einströmenden sehr labilen Kaltluft polaren Ursprungs die Wetterlage dramatisch. Mit Durchzug eines Höhentrogs nahm der Wind aus nordwestlichen Richtungen auch im küstennahen Binnenland noch einmal stark zu; dabei wurden in den Seegebieten der Deutschen Bucht im Mittel Windstärken von 9 bis 10 Bft. gemessen, in Böen 12 Bft. Gleichzeitig traten vermehrt Gewitter-, Graupel- und Schneeregenschauer auf. Der Sturm dauerte auch noch am 17. Februar weiter an, bis in den Folgetagen die eingeflossene Polarluft unter Hochdruckeinfluss geriet und sich eine längere Frostperiode einstellte, die in den überfluteten Gebieten zur Ausbildung geschlossener Eisdecken führte.

### Verlauf der Tide
Mit Ausnahme der Küstenpegel der niedersächsischen Festlandsküste westlich von Horumersiel sowie an der Ems unterhalb von Leer wurden bei der Sturmflut vom 16. auf den 17. Februar an allen Pegeln an der deutschen Nordseeküste sowie an den Pegeln der ostfriesischen Inseln von Weser und Elbe sowie deren damals noch nicht von Sperrwerken geschützten Nebenflüssen die höchsten bisher verzeichneten Wasserstände festgestellt.
Aufgrund des seit den Abendstunden des 15. Februars stark auffrischenden Windes waren an den Pegeln im gesamten Nordseeküstenbereich sowie in den Flüssen bereits bei der Tide am Mittag des 16. Februars deutlich erhöhte Werte von etwa 2 Metern über dem vorausberechneten Tidehochwasser festzustellen. Diese Tide führte zur Füllung der von Sommerdeichen geschützten Sommerpolder. Mit der sich weiter verschlechternden Wetterlage und der Drehung des Windes auf Nordwest blieb das Ablaufen der mittäglichen Haupttide weitgehend aus, so dass das Tide-Niedrigwasser am frühen Abend des 16. Februars vielerorts der Höhe des normalen Tidehochwassers entsprach.
Mit Wiederauflaufen der Flut wurde sowohl an der Nordseeküste als auch in den Flüssen ein sehr rasches und extrem starkes Ansteigen der Wasserstände beobachtet, da die bereits gefüllten Sommerpolder kein Wasser mehr aufnahmen, wodurch es direkt zu den Hauptdeichen vordrang. Gegen 21 Uhr kam der Fährverkehr auf der Unterweser, der Oste, der Stör sowie der Unterelbe infolge der Überflutung der Zufahrtsstraßen und der Schließung der Deichscharte (Stöpen) zum Erliegen. Zu diesem Zeitpunkt kam es an den Seedeichen sowie auf den Ostfriesischen Inseln bereits zu äußerst kritischen Situationen.
Dem Nachthochwasser folgte am Mittag des 17. Februars eine außerordentlich hohe Nachtide, bei der sich zwar keine Rekordwerte mehr einstellten, bei der jedoch insbesondere im Hamburger Raum große Wassermassen durch die offenen Deichbrüche in die Überflutungsgebiete einströmten und die Rettungs- und Bergungsarbeiten dort massiv behinderten.

## Schäden

### Nordseeküste und Inseln

#### Schleswig-Holsteinisches Küstengebiet
An der Westküste Schleswig-Holsteins brachen die Deiche am Uelvesbüller Koog in Eiderstedt sowie der Seedeich vor dem unbewohnten Dockkoog bei Husum. Die Festlandsdeiche wiesen auf einer Länge von rund 150 Kilometern schwere bis schwerste Schäden durch Ausschläge an den Außenböschungen sowie Abrutschungen der Binnenböschungen auf; bei Büsum konnte eine Zerstörung des Seedeiches nur durch ein massives Aufgebot an zivilen und militärischen Hilfskräften verhindert werden. Bei St.-Peter-Ording kam es zu großen Dünenabbrüchen. Die Köge Friedrich-Wilhelm-Lübke-Koog bei Klanxbüll und der Hauke-Haien-Koog bei Dagebüll blieben von schwersten Schäden weitgehend verschont, aus Gründen des Küstenschutzes waren sie nur teilweise oder gar nicht besiedelt.
Sehr schwere Schäden entstanden an den Deichen vor dem Finkhaushalligkoog und dem Adolfskoog, bei denen es zwar nicht zu Deichbrüchen kam, trotzdem aber aufgrund ihrer exponierten, im Brandungsbereich befindlichen Lage große Wassermassen ins Hinterland eindringen konnten. An den Deichen des Norderheverkoogs, des Westerhever Koogs sowie am Tümlauer-Koog entstanden ebenfalls schwerste Schäden. Am Tümlauer Koog wurde die Situation noch dadurch verschärft, dass hier durch die Sturmflut losgerissene Fischkutter an den Deich geschleudert und an der Außenböschung durch die Brandung zerschlagen wurden, was zu weiteren schweren Schäden am Deich führte. Äußerst kritisch wurde in den Nachtstunden des 17. Februars die Situation am Deich des Christianskoogs bei Meldorf, der aus Sicherheitsgründen vollständig evakuiert wurde.
Schwerste Schäden entstanden auch an den Deichen südlichen Dithmarschens sowie im Bereich der Außeneider. In Süderdithmarschen wurden die Deiche des Friedrichskoogs, des Kaiser-Wilhelm-Koogs und des Dieksanderkoogs so schwer beschädigt, dass ihre Reparatur einem Neubau gleichkam. Die durch die Brandung geschlagenen Löcher erreichten z. T. ein Volumen von mehreren hundert Kubikmetern.
Aufgrund der rechtzeitigen Warnung der Bevölkerung und Alarmierung der Einsatzkräfte durch die zuständigen Behörden blieb es an der schleswig-holsteinischen Westküste bei Sachschäden; auch das Vieh im Uelvesbüller Koog sowie aus dem Christianskoog konnte rechtzeitig aus dem Gefahrengebiet abtransportiert werden. Insgesamt wurden in Schleswig-Holstein etwa 5000 bis 10.000 Menschen evakuiert. Die Aufräum- und Reparaturarbeiten begannen bereits in den frühen Morgenstunden des 17. Februars.
Von besonderer wissenschaftlicher Bedeutung ist der Deichbruch am Uelvesbüller Koog. Hier begannen unmittelbar nach der Flut umfangreiche bodenkundliche und geomorphologische Untersuchungen am durch den Deichbruch entstandenen sieben Meter tiefen Kolk sowie auf den überfluteten und versalzten landwirtschaftlichen Nutzflächen sowie deren Rekultivierung.

#### Schleswig-Holsteinische Nordseeinseln und Halligen
Auf Amrum wurde die Schutzmauer bei Wittdün durch Seegang schwer beschädigt, bei Norddorf und Wittdün kam es zu Deichbrüchen. Die Anlegebrücke auf Wittdün wurde zerstört. Kurzzeitig bestand die Gefahr, dass Wittdün von der Insel abgeschnitten würde. Auf Sylt kam es zu massiven Dünenabbrüchen sowie bei Hörnum zu Dünendurchbrüchen und Überflutungen. Die Mauer der Strandpromenade von Westerland wurde im südlichen Abschnitt infolge starker Dünenabbrüche hinterspült. Aufgrund starker Brecher konnte die Sturmflut an zwei Strandübergängen teilweise in das westliche Stadtgebiet eindringen und das Rathaus und den Inselbahnhof überfluten. Tetrapoden wurden bis zu 40 Meter weit mitgerissen. Am Morsumer Kliff war die Gischt bis zu 12 Meter hoch.
Die Insel Föhr blieb weitgehend verschont. Ein drohender Deichbruch bei Dunsum konnte durch die Feuerwehr und weitere freiwillige Hilfskräfte verhindert werden. Ihnen kam das unerwartete Absinken des Pegelstandes kurz vor dem Hochwasser zu Hilfe. Dieses konnte man sich nur durch einen Deichbruch an anderen Stellen erklären. Tatsächlich war der Deich auf Amrum gebrochen und bewahrte Föhr vor der Überflutung.
Auf den Halligen wurden aufgrund unzureichender Höhe der Warften fast alle Häuser zerstört oder schwer beschädigt. Das Mobiliar wurde durch das Wasser zerstört und die eingelagerten Vorräte waren ungenießbar geworden. Zahlreiche Tiere wie Schafe und Rinder ertranken in den Wassermassen. Als besonderes Problem erwies sich in den Folgetagen und -wochen die Trinkwasserversorgung auf den Halligen, da Salzwasser in die der Trinkwassergewinnung dienenden Fethinge eingedrungen und deren Wasser somit ungenießbar geworden war.
In den frühen Morgenstunden des 17. Februars gelang es dem Fährschiff Hauke Haien, die Halligen mit ihren damals 203 Bewohnern mit 3000 l Trinkwasser zu versorgen, bevor es seine Fahrt aufgrund des Sturmes abbrechen und im Windschutz von Langeneß notankern musste.
Bereits in den Folgetagen erfolgte die Trinkwasserversorgung auf den Halligen mit Spezialschiffen des Marschenbauamtes Husum sowie des Wasser- und Schifffahrtsamtes; parallel zur Versorgung der Halligen mit Trinkwasser erfolgten umfangreiche Messprogramme, bei denen die Entwicklung des Chloridgehalts des Trinkwassers in den Fethingen untersucht wurde. Diese Messprogramme lieferten wichtige Hinweise für die zukünftige Trinkwasserversorgung auf den Halligen.

#### Niedersächsisches Küstengebiet
Im gesamten niedersächsischen Küstengebiet wurden vor allem die erst kurz vor der Flut verstärkten und somit noch nicht völlig verfestigten Seedeiche sowie noch nicht verstärkte Deichabschnitte zum Teil schwer beschädigt. Besonders betroffen waren dabei die Deichabschnitte vor dem Augustgroden an der Ostseite des Jadebusens sowie am Kanalpolder am Dollart, die während des Höchststandes der Flut in den Abendstunden des 16. Februar 1962 unter schwerer Brandung lagen und teilweise mehrere Stunden lang von auflaufenden Wellen überspült wurden. Durch massiven Wellenschlag wurden die Außenböschungen der Deiche fast völlig zerstört, die teilweise noch viel zu steilen Binnenböschungen rutschten großflächig ab. Im Raum Pogum (Dollart) wurden damals noch unmittelbar am Seedeich stehende Häuser von abrutschenden Erdmassen verschüttet. Bei Völlen (Gemeinde Westoverledingen, Landkreis Leer) brach der Emsdeich. Dadurch wurden Ländereien und das Dorf selbst von den Wassermassen überschwemmt. Bei der Rettung von 13 eingeschlossenen Personen kam ein Bundeswehrsoldat ums Leben. Es entstanden Sachschäden an Häusern und in einer Gartensiedlung.
Insbesondere am Jadebusen waren die Deichverteidigungswege nicht ausreichend ausgebaut. Dadurch konnte das zur Deichverteidigung notwendige Material nicht mit LKW an die Schadensstellen gefahren werden, sondern musste im Sturm über Kilometer per Hand getragen werden, was die Sicherungsmaßnahmen erheblich erschwerte.
Zwischen Norddeich und Wilhelmshaven wurden die schaar liegenden Seedeiche z. T. erheblich beschädigt. Der nicht verstärkte Deich am Maadesiel in Wilhelmshaven hielt den anstürmenden Wassermassen nicht stand und wurde völlig zerstört. Schwer beschädigt wurde auch der Seedeich zwischen Bremerhaven und Cuxhaven. Bei Berensch-Arensch kam es dabei neben dem Bruch des Maadedeichs bei Wilhelmshaven zum einzigen Deichbruch im unmittelbaren niedersächsischen Nordseeküstenbereich. In den Häfen von Dorum-Neufeld, Wremen und Spieka-Neufeld wurden dort liegende Fischkutter von der Flut aus der Verankerung gerissen und zum Teil gegen den Deich getrieben, wodurch sowohl die Kutter als auch die Deichabschnitte zerstört wurden.
Im Stadtgebiet von Cuxhaven kam es im Ortsteil Duhnen zu einem Deichbruch; andere Deichstrecken wurden durch Wellenschlag an den Außenböschungen z. T. schwer beschädigt. Ebenso wurden weite Teile des Hafengebiets überflutet, wobei bei den dort ansässigen Gewerbebetrieben schwere Schäden entstanden. Überflutet wurden im Stadtgebiet auch der Hafendeich sowie die auf dem Hauptdeich nördlich des Bahnhofs verlaufende Neufelder Straße, was zu Überflutung der unmittelbar dahinter gelegenen Häuser sowie des Cuxhavener Bahnhofs führte. Außerdem drang das Wasser im Bereich des Seebads Sahlenburg nördlich des Wernerwalds weit ins Binnenland ein.

#### Niedersächsische Nordseeinseln
Auf den Ostfriesischen Inseln kam es infolge der Sturmflut zu schweren Sachschäden und umfangreichen Überflutungen in den damals noch unzureichend durch Seedeiche geschützten Grodenbereichen auf der Südseite der Inseln. Auf Borkum brach der das Ostlanddorf schützende Deich, ebenso wurde die Bahnanlage der Borkumer Kleinbahn im Bereich des Reededamms teilweise zerstört. Auf allen Inseln kam es zu schwerwiegenden Dünenabbrüchen.
Besonders schwere Schäden entstanden an den schweren Deckwerken der Westköpfe von Norderney, Baltrum, Spiekeroog und Wangerooge. Die oberen Bereiche der Deckwerke befanden sich während der gesamten Sturmflut über Stunden im direkten Brandungsbereich und wurden aufgrund der extremen mechanischen Beanspruchung durch die schätzungsweise 4 bis 5 Meter hohen Brandungswellen völlig zerschlagen.

### Elbegebiet

#### Schleswig-Holsteinisches Elbegebiet

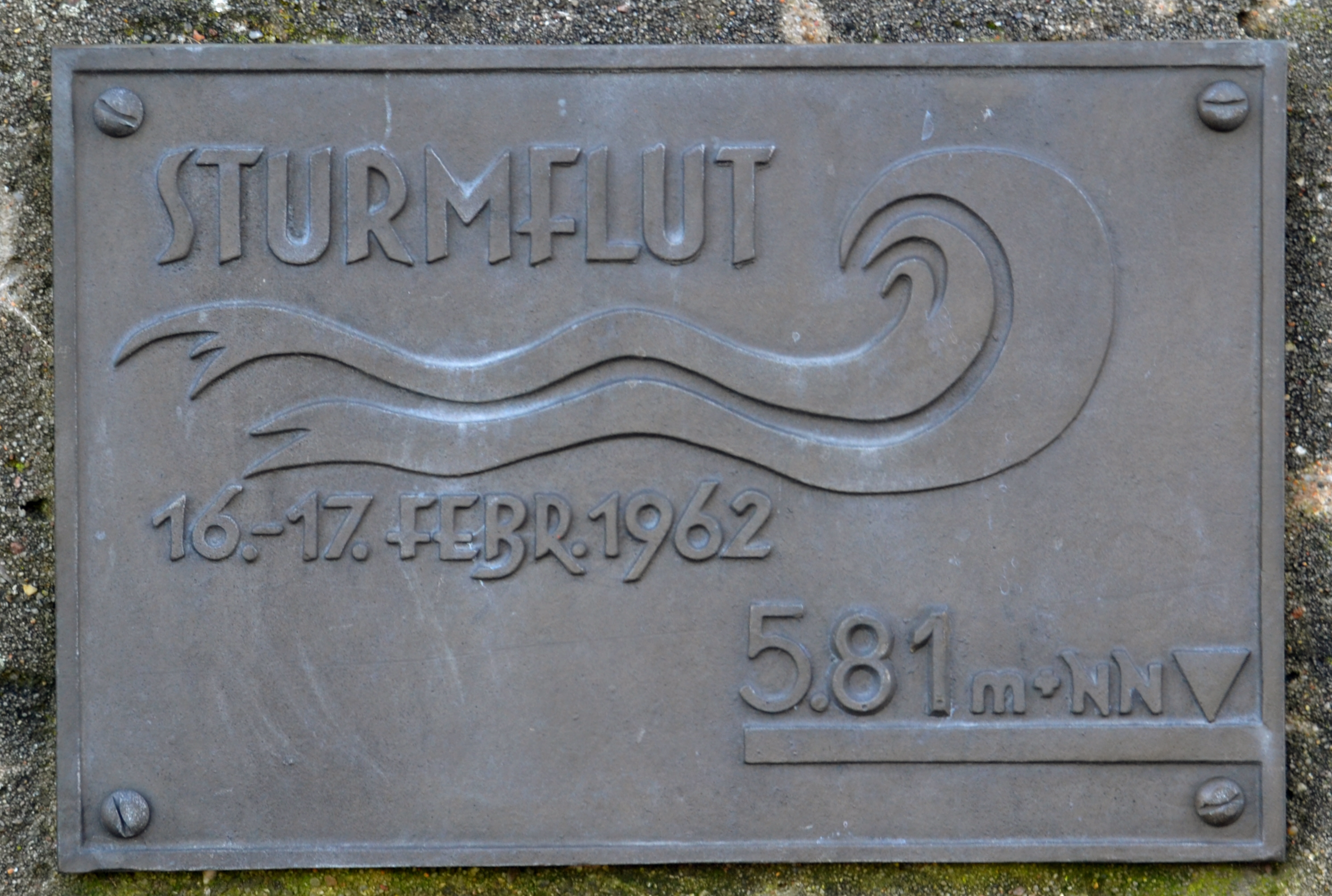
Sturmflutmarke am Deich in der Haseldorfer Marsch, hier in Hohenhorst

Während die schleswig-holsteinischen Elbdeiche keine Deichbrüche erlitten, wurden die 1962 noch nicht von Sperrwerken geschützten Niederungen von Stör, Krückau und Pinnau mit ihren unzureichenden Deichen schwer betroffen. In Itzehoe, Elmshorn und Uetersen entstanden schwere Schäden. Aufgrund der rechtzeitigen Warnung der Bevölkerung und dem rechtzeitigen Alarmieren der Einsatzkräfte war nur ein Menschenleben zu beklagen. Die Schäden an Gebäuden, öffentlichen Straßen und auch an Bahngleisen waren vergleichbar mit den Schäden in Hamburg.
Durch Hochwasserstau, die Windrichtung und die Orkanstärke konnte das Hochwasser nicht ablaufen und das in Richtung Elbe fließende Wasser aus den Flüssen sorgte für einen Rückstau, der weit bis ins Hinterland Auswirkungen hatte. Wassermassen überfluteten Teile der Haseldorfer- und Seestermüher Marsch von Wedel bis an die Krückau.
Nur durch den gemeinsamen Einsatz der Bundeswehr mit etwa 1500 Soldaten, der Deichwehren und Freiwilligen Feuerwehren, des Technischen Hilfswerks und vieler sonstiger freiwilliger Helfer wurde eine komplette Überschwemmung verhindert. Insgesamt wurden rund 300.000 Sandsäcke bewegt. Nur das Vorland und die Bauernhöfe von Idenburg, Giesensand und der Hetlinger Schanze im Hetlinger Vorland wurden meterhoch überflutet. Das Hochwasser erreichte hier mit 5,83 m ü. NN Haseldorfer Hafen seinen höchsten Stand. In Wedel zerstörten die Wassermassen das Strandbad und rissen Umkleidekabinen und die Rettungsstation der DLRG mit. Boote und Schiffe wurden losgerissen und schwer beschädigt. Die Einfassungsmauer des Schulauer Fährhauses stürzte ein und Teile der Stadt standen unter Wasser. Durch das Hochwasser wurden auch die Elmshorner und Uetersener Klärwerke außer Betrieb gesetzt, so dass die Gefahr eines Seuchenausbruches gegeben war.

#### Gebiet der Stör

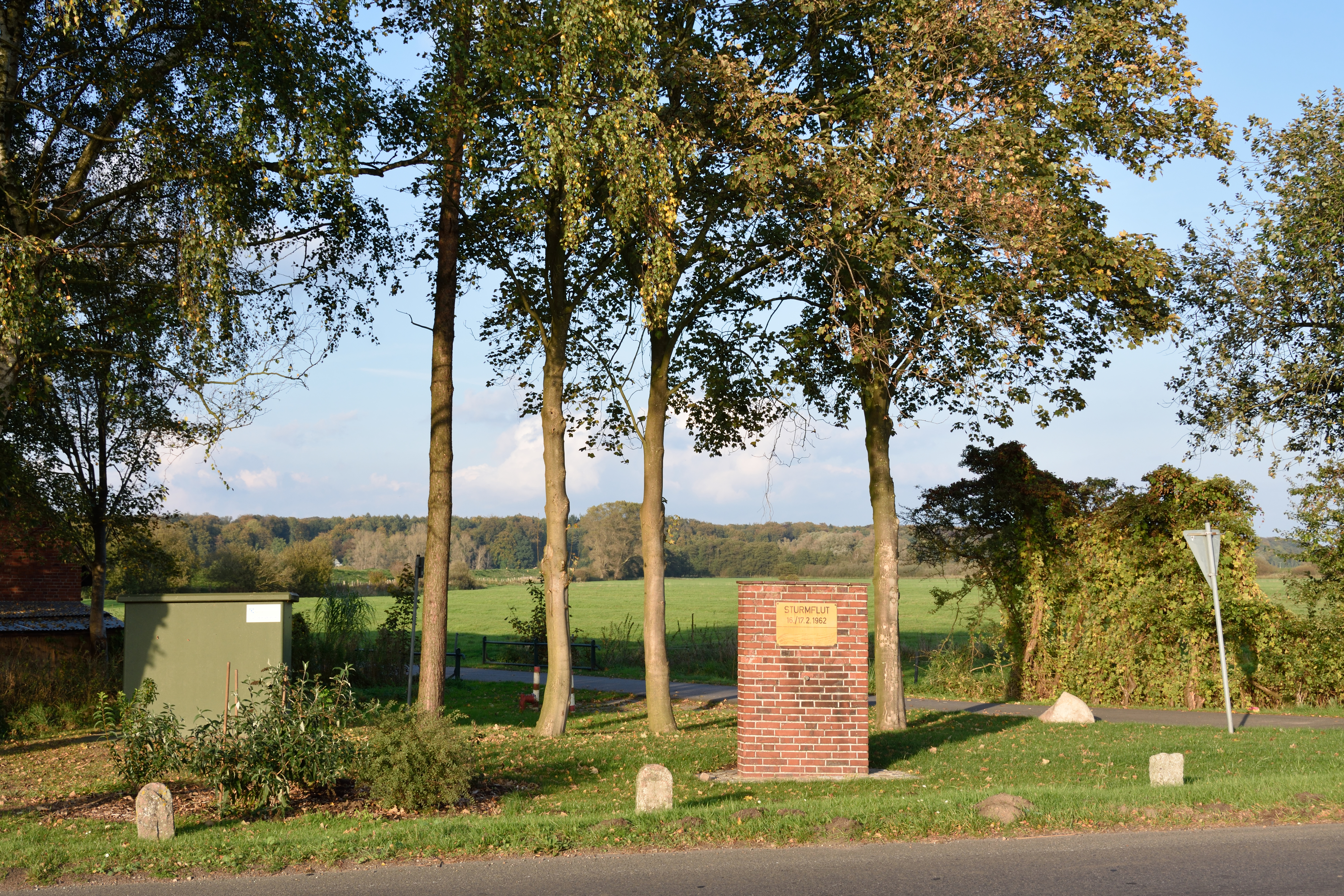
Münsterdorf, Erinnerung an die Sturmflut

Auch im Einzugsgebiet der Stör wurden bisher nicht beobachtete Wasserstände erreicht. Am Pegel Kasenort wurde am 17. Februar gegen 2:30 Uhr ein Wasserstand von 5,2 m ü. NN, am Pegel Itzehoe gegen 3:01 Uhr ein Wasserstand von 4,71 m ü. NN erreicht. Am Pegel Breitenberg trat am 17. Februar gegen 2:00 Uhr ein Höchstwasserstand von 3,08 m ü. NN ein, selbst am 50 km oberhalb der Mündung der Stör war die Sturmflut am Pegel Rensing (Gemeinde Kellinghusen) noch nachzuweisen. Aufgrund der zahlreichen Biegungen des Flusses trat hier der Höchstwasserstand erst am Abend des 17. Februar um 19:50 Uhr mit 3,06 m ü. NN ein.
Infolge dieser hohen Wasserstände kam es zu großflächigen Überflutungen und zu Deichbrüchen. In Wewelsfleth richtete die Sturmflut Schäden von rund 630.000 D-Mark an. Im weiteren Verlauf der Stör brach der Stördeich bei Heiligenstedten und bei Münsterdorf auf einer Länge von 60 Metern, das Wasser überflutete weite Teile des Hinterlands. Ursache dieses Deichbruchs war nicht nur dessen völlig unzureichende Höhe, sondern auch seine völlige Durchwurzelung durch die im Deich befindlichen Bäume.
Ebenso wurde das Industriegebiet, die Alsen Zementfabrik und die Itzehoer Innenstadt überflutet. Dort wurden die Eisenbahnstrecke Hamburg-Westerland und die Bundesstraße 5 unpassierbar. Die Schäden durch die Wassermassen in Itzehoe wurden auf 14 bis 15 Millionen D-Mark geschätzt. Im Hinterland kamen ein Mensch und 50 Stück Nutzvieh ums Leben.

#### Gebiet der Krückau
Im Bereich des 1962 noch nicht durch ein Sperrwerk geschützten Einzugsgebiets der Krückau kam es zu großflächigen Überflutungen. Am Pegel Elmshorn wurde am 17. Februar um 2:40 Uhr ein Höchstwasserstand von 5,11 m ü. NN festgestellt.
Besonders schwer betroffen war dabei das Stadtgebiet von Elmshorn, dessen Altstadt fast vollständig überflutet wurde. Dabei kam es zu schweren Sachschäden, Häuser stürzten ein. Besonders traf es die Bewohner des städtischen Altenheims „Elbmarsch“. Dort wurden die alten Leute aus den im Wasser schwimmenden Betten geholt und zunächst auf die Tische ihrer Zimmer gehoben bis Retter sie in Boote und Bergungsfahrzeuge trugen. Menschenleben waren jedoch nicht zu beklagen.

#### Gebiet der Pinnau

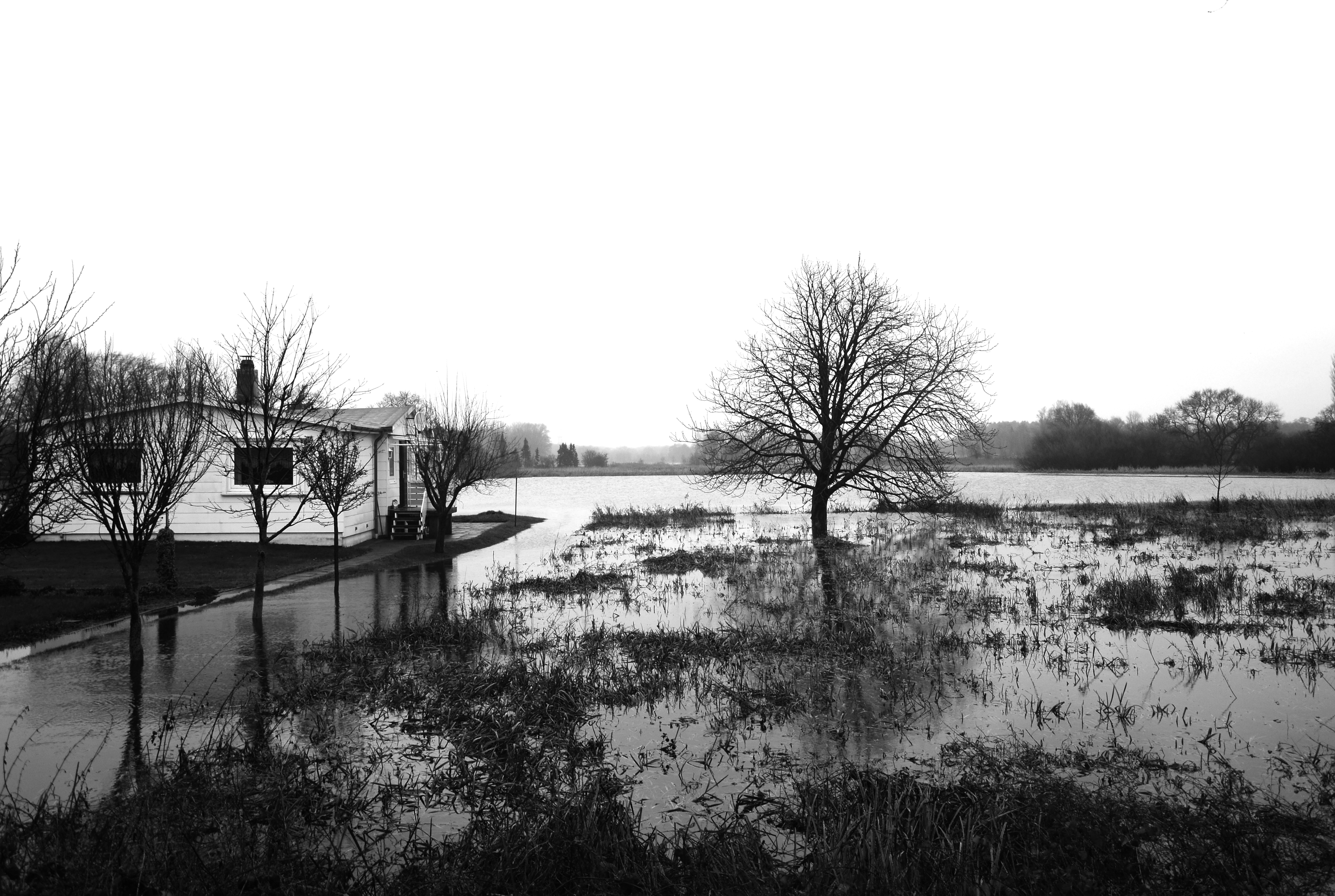
Die überfluteten Wiesengebiete der Bilsbek in Prisdorf

Schon am 12. Februar fegte ein schwerer Orkan der Stärke 12 mit starken Regenschauern über Uetersen, entwurzelte Bäume und deckte ganze Dächer von Wohnblocks ab. Herumfliegende Dachziegel beschädigten parkende Autos. Nach ersten Schätzungen lag der Sachschaden bei rund 150.000 DM. In Haselau richtete der schwere Sturm einen Schaden von etwa 20.000 DM am Turm der Hl. Dreikönigskirche an.
Von der Elbe wurde das Wasser mit einer Flutwelle in die Pinnau gedrückt, der Fluss wurde zum reißenden Strom und überflutete von Stichhafen aus die Uetersener Innenstadt und die Klosteranlagen. Ab Mitternacht bis vier Uhr morgens erreichte das Hochwasser den höchsten Stand von 4,09 m ü. NN, am Pegel Pinneberg wurde am 17. Februar um 7:50 Uhr ein Höchststand von 3,49 m ü. NN festgestellt.
Helfer von den umliegenden Feuerwehren, eine Staffel des Fluganwärterregiments vom Fliegerhorst Uetersen und dem Ortsverband des Bundesluftschutzverbands sowie unzählige freiwillige Helfer waren bis zum 28. Februar im Einsatz. In der Nähe des Werksgeländes von Harles und Jentzsch war der Pinnaudeich auf vier bis fünf Meter Breite zerbrochen. Mehrere Tage lang schleppten dort Freiwillige und Soldaten bis zur Erschöpfung Sandsäcke, rammten Pfähle ein und legten Faschinen, um das Loch wieder zu schließen.
Im weiteren Verlauf überflutete die Pinnau Teile von Pinneberg. Die „Pinnau-Siedlung“ der Stadt wurde aus Sicherheitsgründen evakuiert. Die Bilsbek, ein Bach der Pinnau überflutete große Wiesengebiete in Prisdorf, das Wasser floss erst nach Tagen wieder ab.

#### Niedersächsisches Elbegebiet
Im gesamten niedersächsischen Elbegebiet zwischen Cuxhaven und Geesthacht kam es bei der Sturmflut zu schweren Schäden an den Deichen und zahlreichen Deichbrüchen, da die Sturmflut in dieser Region auf vielfach noch nicht verstärkte und unzureichend hohe Deiche traf; bei den Überflutungen kamen mindestens 21 Menschen ums Leben, darunter auch vier Rettungskräfte.
Besonders schwer betroffen waren dabei die Gebiete Südkehdingens unmittelbar unterhalb der Schwingemündung, die Erste und die Dritte Meile des Alten Landes sowie die Gebiete oberhalb Hamburgs westlich der Mündung der Lühe. Große Deichbrüche entstanden bei Bützfleth, durch die Teile Südkehdingens überflutet wurden, sowie an der Schwinge unterhalb Stades, die zu einer Überflutung der Ersten Meile des Alten Landes führten. Bei Stade kamen ein Polizist und drei Bundeswehrsoldaten bei einem Rettungseinsatz auf der Schwinge ums Leben, als ihr Boot in Höhe des Ausflugslokals Symphonie in einen sich plötzlich bildenden großen Deichbruch gesogen wurde. In Stade selbst kam es durch großflächige Überflutungen im Stadtgebiet zu schweren Schäden.
In der Zweiten Meile des Alten Landes hielten die zuvor verstärkten und erhöhten Elbdeiche der Sturmflut weitgehend stand. Trotzdem kam es zu massiven Überflutungen infolge mehrerer Deichbrüche an der Lühe unterhalb des damaligen Sperrwerkes in der Ortschaft Höhen, bei Borstel sowie beim Strandcafé in Cranz. Zahlreiche unmittelbar in Deichnähe stehende Gebäude wurden durch die hereinbrechenden Wassermassen völlig zerstört. Infolge der Flut wurde im Ort Lühe eine Person getötet.
Am schwersten von der Sturmflut war die Dritte Meile des Alten Landes betroffen, die infolge der großen Deichbrüche an der Alten Süderelbe bei Moorburg und Francop von hinten überflutet wurde. Zudem brachen am Rosengarten und im benachbarten Neuenfelde der Deich. Hier kamen insgesamt 13 Personen ums Leben, zahlreiche Häuser wurden vollständig zerstört.
Schwere Zerstörungen erlitten die damals noch nicht durch Hauptdeiche gesicherten Siedlungsgebiete auf der Elbinsel Krautsand und Gauensieckersand sowie in Freiburg/Elbe, wo trotz sofort eingeleiteter Rettungsmaßnahmen insgesamt vier Menschen in ihren einstürzenden, auf unzureichend hohen Wurten errichteten Häusern ums Leben kamen.
Auch im Elbabschnitt zwischen Hamburg und Geesthacht kam es zu schweren Schäden und Deichbrüchen. So wurde der Elbdeich zwischen Hamburg-Harburg und der Mündung der Seeve aufgrund seiner unzureichenden Höhe vollständig überströmt. Bei Bullenhausen kam es aufgrund konstruktiver Mängel des Deiches zu einem großen Deichbruch, der sich rasch ausweitete und zur Überflutung des Gesamtgebiets des damaligen Harburger Deichverbandes führte.
Überflutet wurde auch das Gebiet der Vogtei Neuland. Hier hielt der Elbdeich zwar den Fluten stand, durch den Bruch des Deiches des in die Seeve mündenden Ashäuser Mühlenbachs bei Achterdeich (seit 1968 Gemeinde Stelle) wurde jedoch der Elbdeich hinterlaufen. In Achterdeich wurde ein Haus weggespült. Es verstarben 4 Personen.

#### Ostegebiet
Am Unterlauf der 1962 noch nicht durch ein Sperrwerk gegen Sturmfluten geschützten Oste, einem Nebenfluss der Elbe, kam es im gesamten Bereich zwischen der Mündung bei Otterndorf und Bremervörde auf gesamten Flusslänge von 72 km beidseitig zu zahlreichen Deichüberflutungen und Deichbrüchen. Am Pegel Oberndorf wurde am 16. Februar 1962 gegen 23:00 Uhr ein Höchstwasserstand von 4,94 m ü. NN, am Pegel Osten um 23:00 Uhr ein Wasserstand von 4,71 m ü. NN sowie am Pegel Hechthausen gegen Mitternacht ein Höchstwasserstand von 3,83 m ü. NN festgestellt.
Aufgrund äußerst ungünstiger Untergrundverhältnisse hatten die Deiche im Ostegebiet nur eine sehr geringe Höhe, so dass die Fluten rasch die Deichkrone erreichten und diese überströmten. Insgesamt wurden im damals noch bestehenden Altkreis Land Hadeln allein an der Oste 8000 ha Land überflutet.
Die Länge der Schadensstellen summierte sich auf insgesamt rund 19 Kilometer mit insgesamt 141 Deichbrüchen. Besonders schwer betroffen waren dabei die Ortschaften Osten, Oberndorf, Brobergen und Geversdorf und deren sehr niedrig gelegenes Hinterland. Nach der Überflutung der Bundesstraße 73 bei Basbeck, der Bundesstraße 74 zwischen Bremervörde und Elm sowie der Niederelbebahn Cuxhaven-Hamburg waren die Eisenbahn- und die Straßenverbindung nach Hamburg unterbrochen.
In den von den Überflutungen betroffenen Gebieten entstanden schwere Sachschäden, Menschenleben waren jedoch aufgrund der rechtzeitigen Evakuierung der Bevölkerung und deren rechtzeitiger Warnung durch die zuständigen Behörden nicht zu beklagen, da die Krisenstäbe der zuständigen Kreise bereits am Nachmittag des 16. Februars 1962 zusammengetreten waren und notwendige Abwehrmaßnahmen einleiten konnten.

#### Hamburg
Bereits kurz nach Mitternacht kam es im Bereich der Süderelbe bei Finkenwerder zu ersten Deichüberflutungen, die sich rasch aufgrund massiver baulicher Unzulänglichkeiten, hierzu gehörten insbesondere Gebäude und Anlagen im Deich, Fremdnutzungen sowie zu steile Innenböschungen, zu Deichbrüchen ausweiteten. Die unmittelbar an den Deichbrüchen stehenden Gebäude wurden vollständig zerstört. Insgesamt brachen die Deiche an mehr als 60 Stellen. Davon alleine 14 auf der Elbinsel Finkenwerder.
Besonders schwer betroffen waren die Stadtteile zwischen Norder- und Süderelbe, die vom Berliner Ufer am Spreehafen aus überflutet wurden. Als verheerend erwies sich dabei der Umstand, dass der hier sehr breit ausgeführte Klütjenfelder Hauptdeich als von im Zweiten Weltkrieg Ausgebombten ständig bewohntes Kleingartengebiet genutzt wurde und es hier unterschiedliche, miteinander konkurrierende behördliche Zuständigkeiten gab.
Da hier aufgrund der Gartennutzung die für die Deichsicherheit existenziell notwendige geschlossene Grasnarbe fehlte, kam es hier sehr schnell zu großen Auswaschungen, die letztendlich zum Bruch des Deiches führten. Für rund 200 Bewohner der am und auf dem Klütjenfelder Hauptdeich zwischen Spreehafen und Ernst-August-Kanal stehenden Behelfsheime kam jede Hilfe zu spät, da nach dem raschen Volllaufen der vom gebrochenen Hauptdeich nicht mehr geschützten Siedlungsgebiete Wilhelmsburgs Rettungsmaßnahmen nur mit Booten möglich waren. Teilweise wurden die vom Wasser überraschten Menschen von den in Form einer mehrere Meter hohen Schwallwelle einbrechenden Wassermassen in die Keller ihrer Häuser gespült und ertranken dort oder wurden von ihren einstürzenden Häusern erschlagen.
Insgesamt kamen in Wilhelmsburg 222 Menschen ums Leben. Die Bombenschäden an den Wilhelmsburger Deichen waren nur mit Trümmerschutt ausgebessert worden.
Ebenfalls schwer betroffen war der südliche Teil der Elbinsel Finkenwerder und der 1962 noch als Wohngebiet genutzte Stadtteil Waltershof wo 37 Menschen starben, sowie die Stadtteile Billbrook (13 Tote), Neuenfelde (10 Tote) sowie Moorburg (5 Tote) außerdem Neuland, Altenwerder, Francop. Durch einen Dammbruch in Moorfleet wurden weite Teile der Vier- und Marschlande im Bezirk Bergedorf überflutet. Stark betroffen waren Billwerder, Moorfleet und Allermöhe. Durch die großen Deichbrüche im Bereich der Süderelbe zwischen Neuenfelde und Harburg wurden auch weite Teile des zu Niedersachsen gehörenden Hinterlands überflutet. Besonders schwer betroffen waren hier die Orte Rübke und Seefeld.

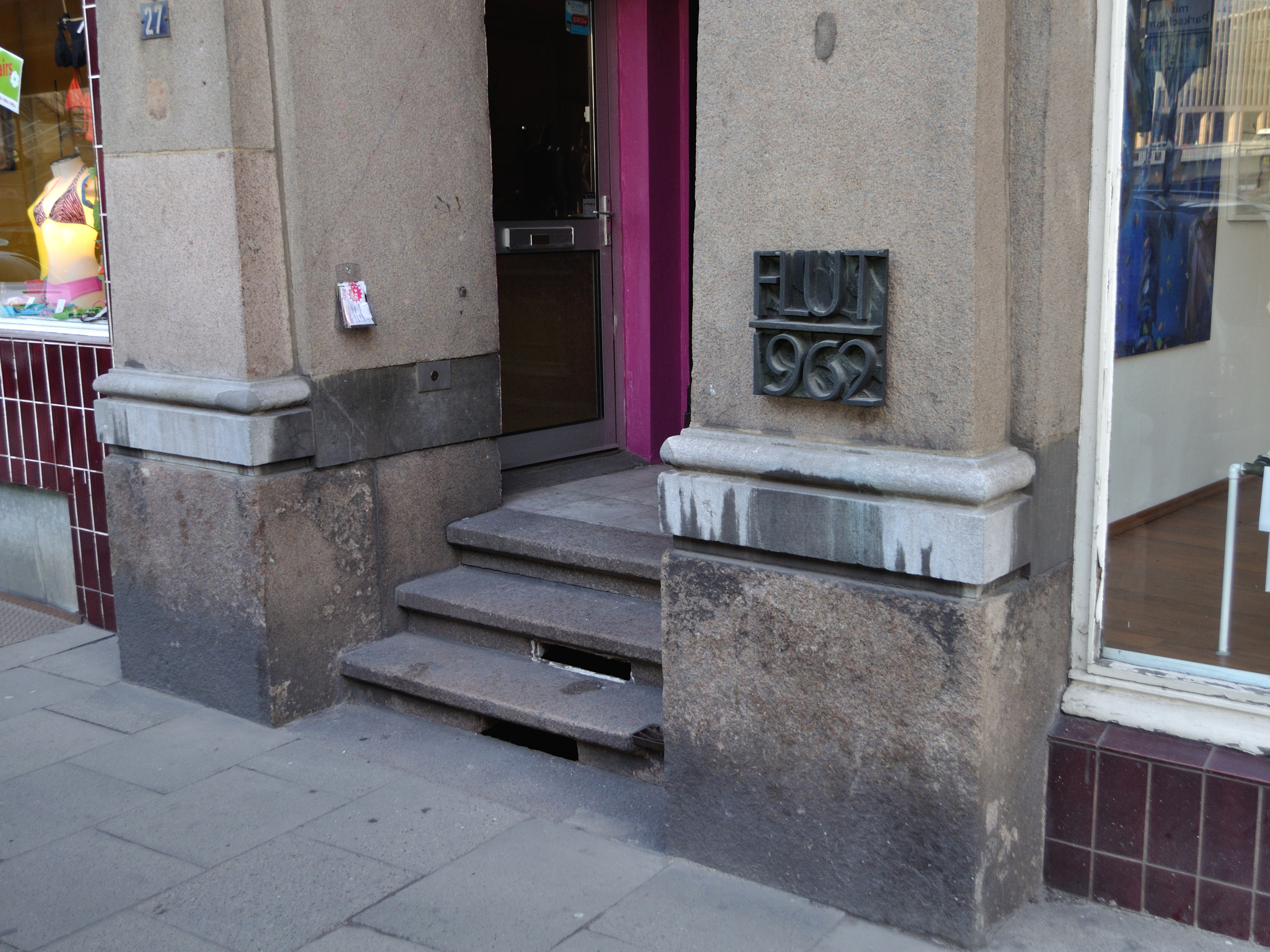
Flutmarke für die Flut von 1962 am Haus Rödingsmarkt 27 in Hamburg-Altstadt

Überflutet wurden neben dem gesamten Hamburger Hafen sowie der genannten Gebiete auch Teile der Innenstadt im Bereich der Alster sowie des Rödingsmarkts.
Als unmittelbare Folge der Sturmflut waren 315 Tote (davon 5 Soldaten und andere Helfer), 20.000 Obdachlose und etwa 6000 zerstörte Gebäude zu beklagen. Ferner verendeten 1500 Rinder, 2500 Schweine, 125 Pferde, 90 Schafe und 20.000 „Stück Federvieh“. Knapp ein Sechstel des Hamburgischen Staatsgebietes (120 km²) stand unter Wasser, die Verkehrswege in Richtung Süden sowie – nach großen Deichbrüchen im Raum Moorburg und Francop – ins Alte Land waren unterbrochen, die Grundversorgung eingeschränkt. Insgesamt entstand ein Sachschaden von etwa einer Dreiviertelmilliarde D-Mark. Der Stadtteil Waltershof wurde nach der Flut als Siedlungsort aufgegeben.
Infolge massiver Störungen der Kommunikationsverbindungen war es nicht möglich, genaue Hinweise über das Ausmaß der Katastrophe in Hamburg zu bekommen und Rettungs- und Evakuierungsmaßnahmen noch während der Katastrophe in koordinierter Form durchzuführen. Ebenso wenig war es den Hamburger Behörden möglich, genauere Informationen aus den elbabwärts gelegenen Regionen, insbesondere aus Cuxhaven zu erhalten, da die Fernsprechverbindungen nicht nur gestört, sondern auch nach den großen Deichbrüchen an der Oste zwischen Otterndorf und Bremervörde zerstört waren. Frühere Warnungen der Cuxhavener Behörden waren von den Verantwortlichen der Hamburger Behörden nicht ernst genommen und ins Lächerliche gezogen worden.

### Unterweser

#### Bremen
– siehe auch Karte der überfluteten Gebiete: –
In Bremen kam es insbesondere in den nicht von Deichen geschützten Gebieten zu schweren Sachschäden. An der Ochtum wurde der gesamte Niederungsbereich zwischen Lemwerder und Stuhr sowie Teile des nördlichen Stadtgebiets von Delmenhorst überflutet. Zwischen den Ortsteilen Strom und der nördlichen Bremer Neustadt wurde der Ochtumdeich überströmt, so dass das gesamte Niedervieland überflutet wurde. Dabei wurden die Deiche zwar zum Teil schwer beschädigt, zu Deichbrüchen kam es auf dem Bremer Stadtgebiet jedoch nicht. Ebenfalls überflutet wurden die mit Behelfsheimen bebauten Kleingärten auf dem Woltmershauser Groden sowie auf dem Stadtwerder; insgesamt mussten hier mehrere hundert Menschen z. T. mit Booten evakuiert werden. In den Stadtteilen Bremen-Farge, Bremen-Blumenthal und Bremen-Vegesack drang die Flut bis an den Geestrand vor. Dabei kam es zur Überflutung der unmittelbar an der Weser gelegenen Industriebetriebe sowie der Bahnhöfe Blumenthal und Vegesack. Schwere Schäden entstanden u. a. bei der Bremer Wollkämmerei in Bremen-Blumenthal, in zahlreichen Werften sowie am Kraftwerk Farge. In Bremen-Vegesack wurde das Gebiet an der Alten Hafenstraße vollständig überflutet.
In Bremen kamen insgesamt sieben Personen, die sich trotz dringender Warnung geweigert hatten, ihr Behelfsheim zu verlassen, ums Leben.
Infolge der Flut wurde in Bremen das Wohnen in den Überschwemmungsgebieten verboten. Der Bremer Senat unter Wilhelm Kaisen errichtete den betroffenen Bewohnern Ersatzdomizile in hochwassergeschützten Stadtgebieten (z. B. Flutgeschädigtensiedlung in Huchting).

#### Bremerhaven
Noch rechtzeitig konnte im September 1961 das Sturmflutsperrwerk an der Geeste zum Schutz der Stadt und der Geesteniederung in Betrieb genommen werden. So verhinderte das Sperrwerk eine sonst sichere Katastrophe in Bremerhaven. Das Hochwasser erreichte hier den Stand von 5,35 m ü. NN. Die Stadt hätte ansonsten zu 80 % unter Wasser gestanden, da über die Geeste die Stadt von der Rückseite überflutet worden wäre.
In Bremerhaven brach an mehreren Stellen der Deich oder drohte zu brechen. Am Wasserstandsanzeiger in Mitte beim Strandbad/Schifffahrtsmuseum war der gemauerte Deich auf einer Breite von 30 Metern gegen 22:30 bis 23:50 Uhr durch ein Loch sehr stark gefährdet; Wasser konnte durchbrechen. In Weddewarden brach ein Teilstück. Den US-Soldaten und den THW-Männern gelang es im stundenlangen, schweren Kampf den Deich wieder zu sichern. Bei den Tiergrotten brach die Mauer zu den Grotten; Tiere ertranken. Durch den Einsatz vieler Helfer vom Technischen Hilfswerk, der Feuerwehr, der Polizei, des Hansestadt Bremischen Hafenamtes, der amerikanischen Armee, anderer Freiwilliger und – wenn auch spät – der Bundesmarine an den Deichbruchstellen, konnte Schlimmeres verhindert werden. Da die Kräfte aufgrund frühzeitiger Warnungen und Einsatzaktivierungen, vor allem vom THW und von den amerikanischen Streitkräften, sehr frühzeitig schon ab 17 Uhr in Bereitschaft oder Einsatz standen, waren die Hilfsmaßnahmen erfolgreich. Schäden waren auch im Hafenbereich zu verzeichnen.

#### Niedersächsisches Unterwesergebiet
Nachdem schon am Mittag des 16. Februar 1962 die Vorländer zwischen der Mündung der Hunte und der Ochtum überflutet worden waren, zeichnete sich während des Tideniedrigwassers eine deutliche Verschärfung der Situation in den Nachtstunden ab. Bereits gegen 22:30 Uhr, rund eineinhalb Stunden nach Eintritt des Tideniedrigwassers, waren die Zufahrtsstraßen zu den Weserfähren Vegesack-Lemwerder, Blumenthal-Motzen und Berne-Farge so hoch überflutet, dass der Fährverkehr eingestellt werden und sämtliche im Deich befindlichen Deichscharte geschlossen werden mussten. Ebenso musste der Zugverkehr auf der Bahnstrecke Hude–Blexen im Bereich der Bahnhöfe Elsfleth, Nordenham und Blexen eingestellt werden. Überflutet wurden in den Nachtstunden auch die Bahnhöfe Lemwerder und Hasbergen an der Bahnstrecke Delmenhorst-Lemwerder.
Das sehr stark ansteigende Wasser und der damit einhergehende zunehmende Seegang auf den überfluteten Außendeichsflächen führten dazu, dass ab etwa Mitternacht die Deiche zunehmend durch Wellenschlag überflutet wurden. Da die noch nicht den neuesten Anforderungen genügenden Deiche eine viel zu steile Innenböschung aufwiesen und in weiten Abschnitten bebaut waren, kam es vielfach zu Rutschungen und zu einem Verschütten der Deichverteidigungswege. Im Raum Warfleth sowie in dem zur Stadt Brake (Unterweser) gehörenden Ortsteil Käseburg weiteten sich diese Rutschungen nach Erreichen des Höchstwasserstandes zu zwei Deichbrüchen aus. Allein der Umstand, dass diese Brüche bei fallendem Wasserstand eintraten, führte dazu, dass die Überflutungsgebiete begrenzt waren und die Bruchstellen bis zum Mittagshochwasser am 17. Februar 1962 wieder geschlossen werden konnten. Im Stadtgebiet von Elsfleth bewährte sich dagegen die neu errichtete Flutmauer und verhinderte eine Überflutung der Stadt sowie der dahinter gelegenen Gebiete. Lediglich in einem Bereich, in dem die neue Flutmauer noch nicht fertiggestellt worden war, wurde in Elsfleth der Deich überspült. Dabei wurde die alte, noch nicht verstärkte Deichmauer vom überströmenden Wasser zerstört. Ein Deichbruch konnte sich hier jedoch nicht bilden, da sowohl Deichböschung als auch der Deichfuß an dieser Stelle gepflastert waren und somit keine Erosion des Deichkörpers einsetzen konnte.
Aufgrund der rechtzeitigen Warnung der Bevölkerung sowie der rechtzeitigen Alarmierung ziviler und militärischer Hilfskräfte durch die Behörden kam es im niedersächsischen Unterwesergebiet zwar zu schweren Sachschäden, Menschenleben waren jedoch nicht zu beklagen.
Am östlichen Weserufer zwischen Bremerhaven und der Landesgrenze Bremen wurde ebenfalls streckenweise die Deichkrone der seit 1953 noch nicht erhöhten Deiche überflutet. Dabei kam es zu schweren Schäden an den Deichen, zu Deichbrüchen und zu Personenschäden kam es jedoch aufgrund rechtzeitiger Warnungen nicht. Bei der Zuspitzung der Lage am Hauptdeich wurden die Orte Rade und Aschwarden noch während der Flutnacht durch die Behörden evakuiert. Großflächige Überflutungen von hinter den Hauptdeichen befindlichen Gebieten blieben aus.
Schwere Schäden entstanden auch auf den nicht durch Hauptdeiche geschützten Weserinseln, wie dem Elsflether Sand, dem Harriersand sowie auf der Strohauser Plate. Hier standen die auf unzureichend hohen Wurten errichteten Gebäude, die nur vor Sturmfluten bis zu einem Wasserstand von 4,5 m ü. NN geschützt waren, mit ihren Stallungen und Wohnräumen über Stunden hoch unter Wasser.

#### Gebiet der Ochtum
Auch im Gebiet der Ochtum wurden die bis dahin höchsten Wasserstände gemessen, die jemals bei Sturmfluten festgestellt wurden. Am Pegel Ochtum, rund 2,5 km oberhalb der damaligen Mündung bei Altenesch wurde am 17. Februar um 2:24 Uhr ein Höchstwasserstand von 4,9 m ü. NN registriert; am Pegel Bremen-Strom trat um 04:39 Uhr ein Höchstwasserstand von 4,23 m ü. NN ein. Die Sturmflut drang auch in die Gewässersysteme von Delme und Varreler Bäke ein. An der Varreler Bäke wurde in den frühen Morgenstunden des 17. Februars an der Brücke bei Varrelgraben ein Wasserstand von 4,43 m ü. NN festgestellt. Der höchste Wasserstand im gesamten Ochtumgebiet wurde mit 4,95 m ü. NN in Höhe der Kleingartenkolonie am Warfeld festgestellt, wo sich die den Fluss hinauf stürmenden Wassermassen am Bahndamm der Bahnstrecke Bremen–Oldenburg vor der Flutbrücke Grolland und der Ochtumbrücke beim Storchennest stauten. Die aus den sich nach der Flut entleerenden Überflutungsgebieten ablaufenden Wassermengen sorgten dafür, dass sich in der Ochtum im Raum Strom über Tage keine Tidebewegung bemerkbar machen konnte und die Wasserstände im Fluss sich erst ab dem 19. Februar zu normalisieren begannen.
Überflutet wurde nicht nur der gesamte Niederungsbereich der Ochtum zwischen den bestehenden Hauptdeichen, im Raum Bremen-Strom kam es auch aufgrund seiner zu geringen Höhe zur Überflutung des dortigen Deiches, so dass das gesamte Niedervieland zwischen dem Hasenbürener Umdeich im Westen und dem Bremer Stadtteil Woltmershausen überflutet wurde. Der Hasenbürener Umdeich wurde dabei schwer beschädigt.
Besonders kritisch wurde die Situation in den Nachtstunden in den Kleingartenkolonien im Raum Huchting, die immer noch von zahlreichen ehemaligen Ausgebombten und Flüchtlingen dauerhaft bewohnt wurden. Trotz frühzeitiger Warnungen mussten aus den überfluteten Kolonien am Wardamm sowie im Surfeld in den Nachtstunden rund 450 Personen mit Hilfe von Booten evakuiert werden. Mehrere Menschen fanden den Tod, weil sie nicht der dringenden Aufforderung nachgekommen waren, ihre Behelfsheime zu verlassen; ein drohender Bruch des Deiches der Varreler Bäke konnte von den Einsatzkräften in letzter Minute verhindert werden. Die heute zu Delmenhorst gehörende Gemeinde Hasbergen war nicht durch Deiche geschützt, so dass sie von der Ochtum, der Delme sowie der Varreler Bäke von mehreren Seiten her überschwemmt wurde. Weil die Wurten zum Teil nicht hoch genug waren, drang Wasser in die Häuser und Stallungen ein und verursachte schwere Schäden sowie hohe Verluste an Vieh.
Als vollkommen wirkungslos erwies sich das Speicherpoldersystem in der Ochtum. Die Speicherpolder waren bereits während der Vortide am Mittag des 16. Februar 1962 weitgehend gefüllt. Beim darauffolgenden sehr stark erhöhten Niedrigwasser konnten sich die Speicherpolder nicht entleeren, so dass das Wasser im Ochtumgebiet mit auflaufender Flut in verheerender Geschwindigkeit von bis zu 140 cm/Stunde stieg und in die Häuser und an die Deichkronen vordringen konnten. Durch das schnelle Auflaufen der Flut in den späten Abend- und Nachtstunden wurden zahlreiche Sommerdeiche und Straßen im Überflutungsgebiet völlig zerstört.

#### Gebiet der Hunte
Während die Hauptdeiche der Hunte der Sturmflut weitgehend standhielten, kam es am 17. Februar 1962 in der Stadt Oldenburg zu umfangreichen Überflutungen. Betroffen waren hiervon das Hafengebiet am Stau, das Bahnhofsviertel, das Haarenviertel sowie die Uferbereiche des Küstenkanals. Dabei entstanden schwere Schäden. Weitere Überflutungen gab es in Drielake sowie in der Gemeinde Wardenburg.

#### Lesum-, Hamme- und Wümmegebiet
Im Lesum- und Wümmegebiet kam es während der Sturmflut aufgrund der unzureichenden Deichhöhen zu Deichüberflutungen. Im Bereich der Hamme wurde dagegen die Sturmflut von der erst kurz zuvor verstärkten Schleuse Ritterhude gekehrt, so dass die Sturmflut nicht ins Teufelsmoor eindringen konnte. Auch in diesem Gebiet wurden bisher nicht beobachtete Sturmflutwasserstände festgestellt. So erreichte die Flut am 17. Februar um 2:46 Uhr am Pegel Wasserhorst einen Höchststand von 4,5 m ü. NN. Am Pegel Ritterhude trat um 3:41 Uhr ein Wasserstand von 4,21 m ü. NN ein, am Pegel Niederblockland um 3:30 Uhr 3,8 m ü. NN.
Besonders kritisch wurde die Situation am Pumpwerk Wasserhorst im Bremer Ortsteil Blockland, wo der Maschinenraum überflutet wurde. Bei Lesumbrok konnte ein bei der Gaststätte Murken drohender Deichbruch nur durch ein massives Aufgebot von Polizei, Feuerwehr, Technischem Hilfswerk und Bundeswehr abgewendet werden. Am rechten Ufer der Wümme kam es zu umfangreichen Deichüberflutungen, so dass das unbewohnte St.-Jürgens-Land überflutet wurde. Zu schweren Überflutungen kam es auch im Raum Borgfeld, Warf-Butendiek und in Timmersloh, wo die Sturmflut auf ein größeres Hochwasser der Wümme traf. Hier entstanden an den Deichen z. T. schwere Schäden durch Brandung.

### Schäden für die Schifffahrt
Trotz der frühzeitigen Orkanwarnungen, die dazu führten, dass viele Schiffe ihr Auslaufen entweder verschoben bzw. in den Häfen Schutz suchten, gerieten infolge des Sturmes zahlreiche Schiffe in Seenot. Dabei kam es mit der Strandung des schwedischen Frachters Silona im Außendeichsgelände bei Balje an der Unterelbe sowie des dänischen Küstenmotorschiffs Dunja auf dem Knechtsand zu zwei spektakulären Strandungen, die jedoch ohne Opfer blieben. In den Fischereihäfen an der niedersächsischen und schleswig-holsteinischen Nordseeküste rissen sich zahlreiche Fischkutter los und wurden teilweise an die Seedeiche getrieben, wo sie von der Brandung zerschlagen wurden. Auf der Unterweser riss bei einer Werft in Berne ein Schwimmdock los und trieb flussaufwärts. Dabei beschädigte es einen Fähranleger in Lemwerder schwer und versenkte ein dort liegendes Personenfährschiff, bevor es vor Vegesack in den Bäumen auf dem Schönebecker Sand strandete. Es wurde mit mehreren Schleppern etwa zur Zeit des höchsten Sturmflutwasserstandes vom überfluteten Außendeichsgelände abgeborgen. In Wedel wurden Boote und Schiffe losgerissen und schwer beschädigt. Die Landungsstege und Fähranleger der Hadag mit der Schiffsbegrüßungsanlage Willkomm-Höft und der Lühe-Schulau-Fähre wurden davongerissen. Vielerorts trieben an Kaimauern kleinerer Häfen vertäute Schiffe aufgrund unzureichend hoher Dalben auf die Kaimauern, wie etwa das an der damals noch existierenden Kaimauer an der Fähre Vegesack-Lemwerder vertäute Motorschiff Widder, oder das Mittelstück eines Frachterneubaus auf die Columbuskaje in Bremerhaven.

## Krisenmanagement
Die Folgen der Flut waren im Wesentlichen durch das lokale Krisenmanagement beeinflusst. Während in Hamburg die Gefährlichkeit der Situation durch die Behörden vollkommen verkannt wurde und es aufgrund unterschiedlicher Zuständigkeiten und eines Kompetenzgerangels zu einem völligen Organisationsversagen kam, konnte an der Nordseeküste sowie im Weser- und Emsgebiet eine Katastrophe durch frühzeitiges Zusammentreten der Krisenstäbe und den rechtzeitigen Einsatz militärischer und ziviler Hilfsorganisationen vermieden werden. Hier waren bereits in den Abendstunden des 16. Februars Bundeswehr, US-Streitkräfte und die Britische Rheinarmee in die Katastrophenabwehr mit eingebunden. Frühzeitige Evakuierungen der gefährdeten Gebiete sorgten dafür, dass es überwiegend bei Sachschäden blieb und bereits in den Morgen- und Vormittagsstunden des 17. Februars, als der Rettungseinsatz in Hamburg erst begann, die Aufräum- und Reparaturarbeiten auf Hochtouren liefen. Zahlreiche Deichbrüche konnten so bis zum Nachmittagshochwasser am 17. Februar bereits wieder geschlossen und die Überflutungsflächen räumlich eng begrenzt werden.

### Krisenmanagement in Bremen und Bremerhaven
Im Gegensatz zu Hamburg wurde die Gefahrenlage in Bremen und Bremerhaven bereits am frühen Abend erkannt, nachdem es schon am Nachmittag am Hasenbürener Umdeich in Bremen-Strom zu einem ersten Deichschaden gekommen war und aufgrund des sich rapide verschlechternden Wetters davon ausgegangen werden musste, dass das Nachthochwasser einen deutlich höheren Wasserstand erreichen würde als das am Mittag des 16. Februar 1962.
Noch vor Eintreten des Tideniedrigwassers standen ab 19:00 Uhr erste Unterkünfte für Evakuierte im Raum Lesum zur Verfügung, ab 22:00 Uhr waren Turnhallen in der Bremer Neustadt für Obdachlose und Evakuierte geöffnet. Eine Warnung an die Bevölkerung in den gefährdeten Gebieten, hierbei handelte es sich um Kleingärten mit Behelfsheimen von Ausgebombten aus dem Zweiten Weltkrieg, erfolgte durch Lautsprecherwagen der Polizei ab 21:00 Uhr, also zum Zeitpunkt des der eigentlichen Sturmflut vorausgehenden Tideniedrigwassers.
Aufgrund der rechtzeitigen Alarmierung von Bundeswehr, Feuerwehr, Polizei und Technischem Hilfswerk konnte das Brechen des Lesumdeiches bei Lesumbrook und somit die Überflutung des niedrig gelegenen Bremer Stadtgebietes genauso verhindert werden, wie der Bruch des Deiches der Varreler Bäke in Bremen-Huchting in den Morgenstunden des 17. Februars.
Die Hauptlast im Bereich der Deichverteidigung sowie bei den an der Küste sowie in den Gebieten außerhalb Hamburgs noch in den Abendstunden anlaufenden Rettungsmaßnahmen lag bei den zahlreichen Freiwilligen Feuerwehren, dem Technischen Hilfswerk, bei der Polizei sowie bei der in den späten Abendstunden im Rahmen der Nothilfe nachalarmierten Bundeswehr der küstennahen Standorte, der Britischen Rheinarmee und den damals in Bremerhaven stationierten US-Streitkräften. In Bremen waren NATO-Streitkräfte bereits acht Stunden vor dem Zeitpunkt im Einsatz, zu dem Innensenator Helmut Schmidt die Leitung des Krisenstabes in Hamburg übernahm.
Vielerorts traten bereits in den Nachmittagsstunden des 16. Februars 1962 erste Krisenstäbe in den Kreisverwaltungen der küstennahen Landkreise zusammen. Dies führte zu dem Umstand, dass am frühen Vormittag des 17. Februars, als in Hamburg die Rettungsaktion erst anlief, an der Nordseeküste sowie im Weser- und Emsgebiet bereits die Aufräumarbeiten sowie die Arbeiten zur Beseitigung der Schäden auf Hochtouren liefen.

### Krisenmanagement am Uelvesbüller Koog (Halbinsel Eiderstedt)
Bereits am Nachmittag des 16. Februar zeichnete sich ab, dass es am Uelvesbüller Koog in Eiderstedt aufgrund der exponierten Lage des Seedeiches zu einer gefährlichen Situation kommen würde. Schon bei den im Vergleich zur Februarsturmflut 1962 deutlich niedrigeren Sturmfluten im Herbst 1936 sowie Weihnachten 1954 war es hier zu sehr gefährlichen Situationen gekommen und der Deich schwer beschädigt worden.
Mit auflaufendem Nachthochwasser bestätigten sich diese Befürchtungen aufgrund des sehr starken Wellenauflaufs an dem unmittelbar im Brandungsbereich liegenden Deich. Aus diesem Grund entschlossen sich die Behörden in den frühen Abendstunden, die Bewohner des Kooges sowie das in den Ställen befindliche Vieh vollständig zu evakuieren. Trotz erfolgter Räumung des Kooges wurde die Überwachung des von Südwest nach Nordost verlaufenden Deichabschnittes so lange fortgesetzt, bis gegen 22:00 Uhr ein Aufenthalt auf dem Deich für die Deichwachen lebensgefährlich wurde und sich schwere Schadensstellen mehrten. Da immer mehr Wasser in den Koog eindrang und mit dem Bruch des Deiches gerechnet werden mussten, erfolgte die Schließung der Deichscharte (Stöpen) in der zweiten Deichlinie. Als es gegen 22:45 Uhr zum Deichbruch kam, befand sich niemand mehr auf dem Deich sowie im Koog, die einströmenden Wassermassen wurden von der zweiten Deichlinie gekehrt. Aufgrund dieses Krisenmanagements konnte nicht nur das Überflutungsgebiet räumlich eng begrenzt werden, es blieb auch lediglich bei, wenn auch schweren, Sachschäden.

### Krisenmanagement im Kreis Pinneberg
Im Kreishaus und der Polizeiinspektion Pinneberg sowie in den Rathäusern der Kreisstadt und den am stärksten betroffenen Städten Elmshorn, Uetersen und Wedel wurden die Rettungskräfte von Katastropheneinsatzstäben koordiniert. Dabei wurden diese von der Landespolizei in Neumünster unterstützt, die zwischen den Einsatzstäben und den Rettungskräften die Kommunikation aufrechterhielt. So fuhren Tag und Nacht Einsatzwagen durch das Kreisgebiet, bis Telefonverbindungen wiederhergestellt waren. Die Stromversorgung der lebenswichtigen Betriebe, wie Meiereien, Wasserwerke und Krankenhäuser wurde durch Umschalten im Rahmen des Stromverbundsystems aufrechterhalten.

### Krisenmanagement in Hamburg
Nachdem in Hamburg die Gefährlichkeit der Lage bis in die späten Abendstunden seitens der Behörden verkannt und dringende Warnungen aus den Küstenorten nicht ernst genommen worden waren, verloren die zuständigen Behörden aus Polizei und Feuerwehr nach dem Zusammenbruch jeglicher Telefon- und Verkehrsverbindungen ab Mitternacht vollständig den Überblick über die tatsächliche Lage.
Eine Warnung der Bevölkerung in den bedrohten Kleingartengebieten fand entweder nur unzureichend durch vereinzelte Polizeibeamte oder überhaupt nicht statt. Die bestehenden Pläne der Behörden erwiesen sich als unzureichend und unbrauchbar. Sie sahen zum einen keine Evakuierung der Bevölkerung vor, zum anderen war die Leitstelle der Polizei nicht über die Gefährlichkeit der sich immer weiter zuspitzenden Lage informiert und zudem mit nur einem einzigen Beamten besetzt. Die zuständige Baubehörde sah aus der Sorge, möglicherweise einen blinden Alarm auszulösen, ebenfalls von einer Alarmierung ab.
Auch die Warnung der Bevölkerung durch das Deutsche Hydrographische Institut über Rundfunk und Fernsehen erwies sich aus organisatorischen Gründen als unzureichend: eine Unterbrechung der bei der Bevölkerung damals beliebten Fernsehserie Familie Hesselbach war nicht möglich, sodass die Warnung erst im Anschluss ausgestrahlt werden konnte, als die Menschen in den gefährdeten Gebieten längst im Bett waren.
Schon nach den ersten Deichüberflutungen waren die besonders schwer betroffenen Katastrophengebiete in Wilhelmsburg, Moorburg, Francop und Neuenfelde auf dem direkten Landweg nicht mehr zu erreichen, sondern nur über den Umweg über Lauenburg. Das Katastrophengebiet zwischen Spreehafen und Ernst-August-Kanal im Hamburger Stadtteil Wilhelmsburg war überhaupt nicht zu erreichen, hier waren mehrere hundert Menschen komplett vom Wasser eingeschlossen. Schwerer Seegang im Überflutungsgebiet sowie zahllose Unterwasserhindernisse erschwerten die Rettungsmaßnahmen erheblich.
Unterbrochen waren hier auch die Autobahn sowie alle Eisenbahnverbindungen. In Wilhelmsburg entgleiste am Klütjenfelder Hauptdeich ein Zug, nachdem der Bahndamm durch den Bruch des Deiches unterspült worden war. Die Überflutung der Kabelschächte und der Kraftwerke führte binnen kurzer Zeit zu einem totalen Strom- und Telefonausfall in den betroffenen Gebieten. Die noch funktionierenden Telefonleitungen waren durch ständig eintreffende Notrufe blockiert.
Funkamateure unterstützten die Behörden und nahmen den Notfunkbetrieb auf. Am Sonntagmorgen wurde im 9. Stockwerk des am Hauptbahnhof gelegenen Bezirksamtes im City-Hochhaus eine Amateurfunk-Feststation eingerichtet, beim Ortsamt Finkenwerder kamen eine Feststation und bei den beiden anderen Ortsämtern bewegliche Stationen zum Einsatz.
Über 400 Funksprüche weitgehend im 80-m-Band wurden im Laufe von 29 Stunden bis zum Montagabend abgesetzt oder empfangen, Hilferufe nach Medikamenten, nach Essen und Ärzten angenommen und weitergeleitet, Telegramme an Angehörige aufgenommen und Nachrichten an andere Behörden und Privatpersonen vermittelt.
Unklare Entscheidungswege, konkurrierende Zuständigkeiten zwischen den einzelnen Behörden und das Fehlen praktikabler Katastrophenschutzpläne erschwerten die Situation zusätzlich; wichtige Amtsleiter, aber auch der Bausenator Rudolf Büch blieben zu Hause, auch nachdem um 0:30 Uhr in der Hansestadt der Ausnahmezustand verhängt worden war; der damalige Erste Bürgermeister der Freien und Hansestadt Hamburg befand sich im Urlaub. Eine zentrale Koordination des Rettungseinsatzes war nicht möglich bis zum Erscheinen des damaligen Senators der Polizeibehörde, Helmut Schmidt, der ab dem Morgen des 17. Februars die zentrale Einsatzleitung für das Hamburger Stadtgebiet übernahm und sich nach Feststellung des Bestehens eines katastrophalen allgemeinen Notstands selbst mit weitreichenden Vollmachten versah.
Einen anfänglichen Überblick über das Ausmaß der Katastrophe bekamen die Zuständigen erst in den Vormittagsstunden des 17. Februars. Nach den bis dahin eingegangenen Meldungen war zu befürchten, dass die Sturmflut allein in Hamburg mehrere tausend Tote gefordert habe bzw. fordern werde, wenn nicht schnellstmöglich auch militärische Hilfe in Anspruch genommen werde. Da Helmut Schmidt zuvor als Abgeordneter des Bundestages mit Verteidigungsangelegenheiten befasst war und die meisten Kommandierenden der NATO persönlich kannte, konnte er noch am Morgen des 17. Februar, obwohl verfassungsrechtlich nicht dazu befugt, NATO-Streitkräfte und hier insbesondere Pioniertruppen mit Sturmbooten sowie 100 Hubschrauber der Bundeswehr und der Royal Air Force anfordern, welche die ca. 25.000 zivilen Helfer u. a. des Deutschen Roten Kreuzes, des Technischen Hilfswerkes und der schon seit Beginn der Katastrophe im Dauereinsatz befindlichen Feuerwehren unterstützten.
Diese bekannte und stets publizierte Geschichtsdarstellung stimmt aber nur begrenzt mit der Realität überein:
Zur Zeit seiner Telefonate und Telegramme an diesem Vormittag waren in den bedrohten Gebieten an der deutschen Nordseeküste und deren Hinterland nämlich bereits Tausende von Soldaten der Wehrbereichskommandos I (Kiel) und II (Hannover) im Einsatz, also auch in Hamburg.
Das Hamburger Schutzpolizei-Kommando hatte die Bundeswehr nach Eintreffen von Polizeipräsident Buhl bereits um 01:30 Uhr in der Nacht um „Hubschrauber für den Einsatz mit Tagesanbruch“ gebeten.
Daher trafen gegen 09:00 Uhr bereits die ersten Hubschrauberstaffeln aus Bückeburg, Celle und Rheine ein.
Er habe, so erklärte Schmidt später, seiner Heimatstadt helfen wollen, ohne vorher im Grundgesetz über seine Kompetenzen nachgeschaut zu haben. Bei dieser Darstellung wird übersehen, dass es 1962 bereits seit sechs Jahren (also seit den Anfängen der Bundeswehr) gern geübte Praxis war, die Streitkräfte in schwierigen Situationen zu Hilfe zu rufen.
Sein energisches Krisenmanagement machte Schmidt bundesweit bekannt; es war die Grundlage einer Politikerkarriere, die in Schmidts Amtszeit als Bundeskanzler von 1974 bis 1982 gipfelte.

## Spenden für die Flutopfer

### Kreis Pinneberg
Bemerkenswert war die Welle der Hilfsbereitschaft, die schon am Tage nach der Katastrophe einsetzte. Den Familien, die aus ihren überfluteten Wohnungen in Auffangquartieren untergebracht waren, wurden Betten,
Decken und Kleidung sowie sonstiger Hausrat spontan zur Verfügung gestellt. Weiter wurden auf den von den Behörden und karitativen Organisationen eingerichteten Konten von Privatpersonen und Firmen hohe Geldbeträge eingezahlt, die den Opfern zugutekamen. Eine vorläufige Übersicht auf die materiellen Schäden außer den Deichschäden der Hochwasserkatastrophe im Bereich des Kreises Pinneberg wurde mit etwa 30 Millionen DM beziffert.

### Hamburg
Durch die Berichterstattung zahlten weltweit Staaten, Städte, Firmen, soziale Einrichtungen und Private auf das Spendenkonto des Hamburger Senats 23 Millionen DM ein. Wohlfahrtsmarken, Schulsammlungen und Sammlungen von Tagesspiegel und Spiegel brachten weitere Spenden. Ferner wurden Erholungsaufenthalte für Kinder und Mütter gespendet. Der Großteil der Spenden wurde für die Soforthilfe verwendet. Rund 4 Millionen DM der Spenden wurde in die am 4. Juli 1962 vom Hamburger Senat begründete Flutopfer-Hinterbliebenen-Stiftung von 1962 eingebracht und diente der Grundversorgung der Hinterbliebenen der Flutopfer, der verunglückten Helfer sowie der Personen mit Körperschäden. Später wurden Altenwohnungen für Flutgeschädigte und andere bedürftige Menschen gebaut. Die Spenden wirkten also auch langfristig. Von Griechenland wurden als Sachspende 520 Tonnen Korinthen und Sultaninen zur Verfügung gestellt. Diese wurden über die Schulen an die Hamburger Schüler verteilt.

### Kreis Altena (Märkischer Kreis)
Auch überregional wurden erhebliche Sachspenden und andere Hilfsleistungen erbracht. So z. B. wurden in der Gemeinde Altena/Westfalen ab 29. Februar 1962 zuerst 74 Kinder, teils Waisen, aus Wilhelmsburg in dem im Herbst 1961 erstellten Ferienheim und Tagungsstätte der Freikirche der Siebenten-Tags-Adventisten Bergheim Mühlenrahmede untergebracht und von der örtlichen Ev. Kirchengemeinde, dem DRK, örtlichen Geschäftsleuten und privaten Spendern vollständig neu eingekleidet, dem Advent-Wohlfahrtswerk, örtlichen Vereinen betreut. Danach kamen sukzessive 90 ältere Menschen, die alles verloren hatten.

## Verbesserung des Hochwasserschutzes

### Deichbau

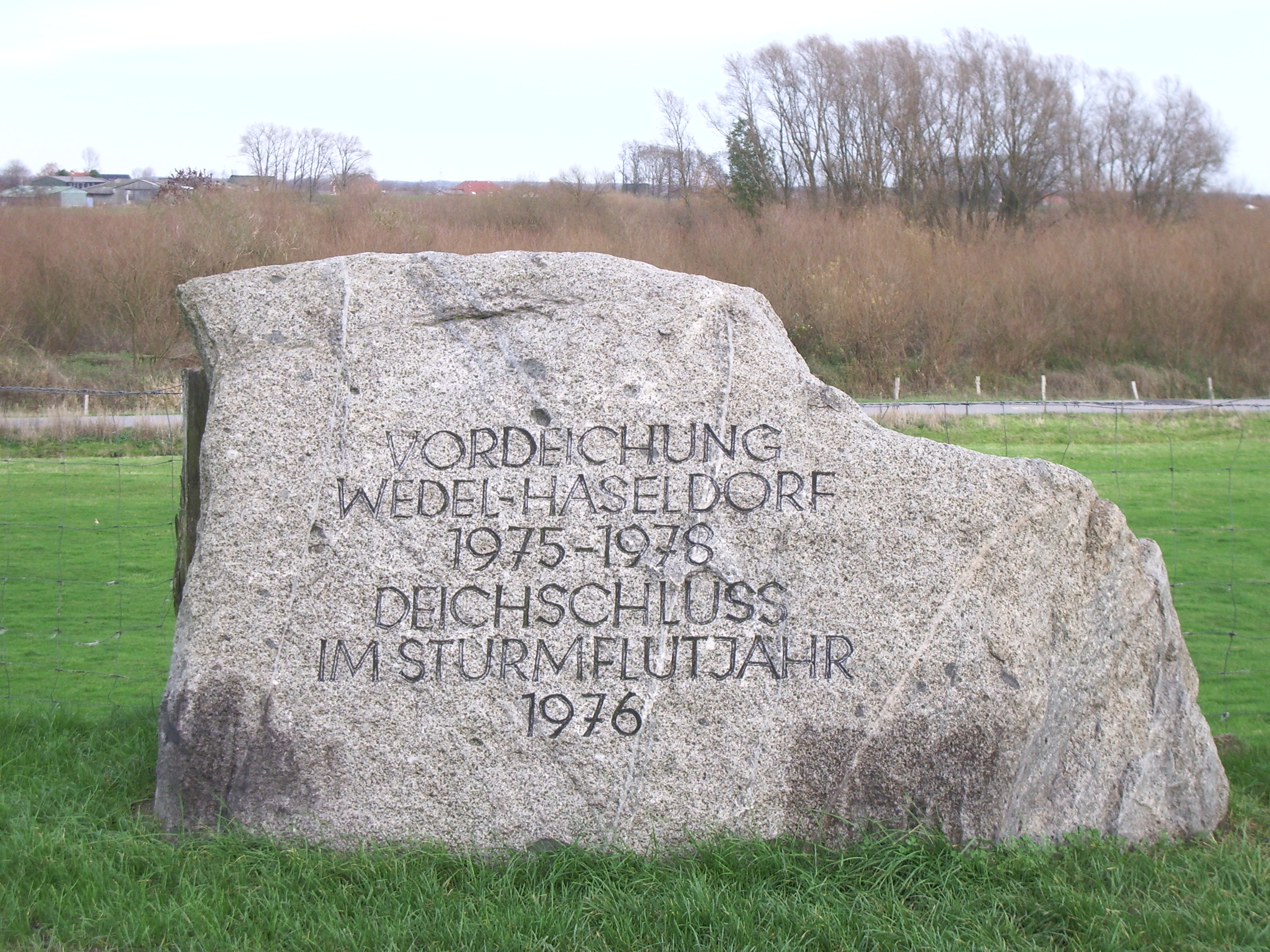
Gedenkstein an den Abschluss der Vordeichungen an der Unterelbe von Wedel bis Haseldorf. Dadurch entstand das Naturschutzgebiet Haseldorfer Binnenelbe mit Elbvorland.

Bereits nach der Hollandsturmflut waren die für den Küstenschutz verantwortlichen Stellen zu dem Schluss gekommen, dass die Küstenschutzanlagen an der deutschen Nordseeküste einer dringenden Überarbeitung und Verstärkung bedurften. Aus den Erfahrungen dieser Sturmflut war bereits im Jahr 1955 das Niedersächsische Küstenschutzprogramm beschlossen worden. Mit den hier zur Verfügung stehenden Geldmitteln konnten bis zur Februarsturmflut 1962 die eklatantesten Gefahrenstellen an den Seedeichen sowie an Ems und Weser beseitigt werden; zum Zeitpunkt der Sturmflut 1962 war das Niedersächsische Küstenschutzprogramm jedoch noch bei weitem nicht abgeschlossen. Die Sturmflut führte jedoch dazu, dass der Küstenschutz nicht mehr allein Ländersache war, sondern zur Bundesaufgabe erklärt wurde. Mit dem Gesetz zur „Verbesserung der Agrarstruktur und des Küstenschutzes“ verpflichtete sich der Bund, 70 % der für den Küstenschutz notwendigen Investitionen zu übernehmen. In Niedersachsen wurde durch das Niedersächsische Deichgesetz der Küstenschutz komplett neu organisiert und reformiert. Das Deichgesetz ersetzte die z. T. noch aus dem 18. und 19. Jahrhundert stammenden alten, von der Kleinstaaterei geprägten lokalen Deichordnungen. Im Rahmen dieser Reform wurden die Deiche organisatorisch aus den Deich- und Sielverbänden herausgelöst und dem Land unterstellt.
Wichtigstes Element des niedersächsischen Küstenschutzprogramms war die Erhöhung und Verstärkung der Deiche sowie ihre konstruktive Anpassung. Eine wichtige Erkenntnis der Hollandsturmflut war, dass die Deiche erst nach Beginn ihrer Überströmung brachen, nachdem die damals noch üblichen viel zu steilen Binnenböschungen nach ihrer Durchfeuchtung ins Rutschen kamen und schließlich der gesamte Deich fortgespült wurde. Diese Erkenntnis wurde bei der Februarsturmflut 1962 vielerorts bestätigt. In der Folgezeit wurden die unmittelbar Sturmfluten ausgesetzten See- und Stromdeiche nicht nur erhöht, sondern auch mit deutlich flacheren Böschungen versehen.
Die Sturmflut führte zu einer grundlegenden Neustrukturierung des Küstenschutzes. Die Hochwasserschutzlinie wurde teilweise begradigt und Deichanlagen auf Grundlage neuer Erkenntnisse des Bauingenieurwesens völlig neu errichtet. U. a. verlor der untere Süderelbearm (auch: Alte Süderelbe) seine Verbindung zum Mühlenberger Loch sowie zum Köhlbrand. Teilweise erfolgten umfangreiche Vordeichungen, um bisher außendeichs liegende Siedlungen mit einem ausreichenden Deichschutz zu versehen. Beispielhaft hierfür sind die Vordeichungen an der Unterelbe zwischen Balje und Freiburg/Elbe, die vollständige Eindeichung der ehemaligen Elbinsel Krautsand sowie die Eindeichung der Meldorfer Bucht. Durch den Bau von Sturmflutsperrwerken an den Nebenflüssen von Elbe und Weser sowie an der Eider wurde die Deichlinie ebenfalls massiv verkürzt.
Aus den Erfahrungen, die man am 16./17. Februar gewonnen hatte, wurde beschlossen, dass das seit langem geplante Fluttor für die Krückau unterhalb Elmshorn bei Spiekerhörn beschleunigt in Angriff genommen werden muss. Darüber hinaus wurden die Deiche an der Krückau und der Pinnau weiter verstärkt, wo Schwächen erkennbar geworden waren.
Zahlreiche Deiche wurden verstärkt und auf Hamburger Gebiet sowie entlang der Unterelbe auf mindestens 7,2 m ü. NN deutlich erhöht. In Niedersachsen trat 1963 das Niedersächsische Deichgesetz in Kraft, das 1965 zur Erhöhung und Verstärkung der etwa 575 km langen Küstendeiche in Niedersachsen führte. Dazu zählen auch die Deiche von etwa 35 km Länge auf den ostfriesischen Inseln. Obwohl eine weitere so genannte „Jahrhundertflut“ vom 3. Januar 1976 in Hamburg durchweg einen Meter höher auflief als 1962, hielten bis auf eine Stelle bei Hetlingen an der Unterelbe alle Deiche dem Wasserdruck stand.

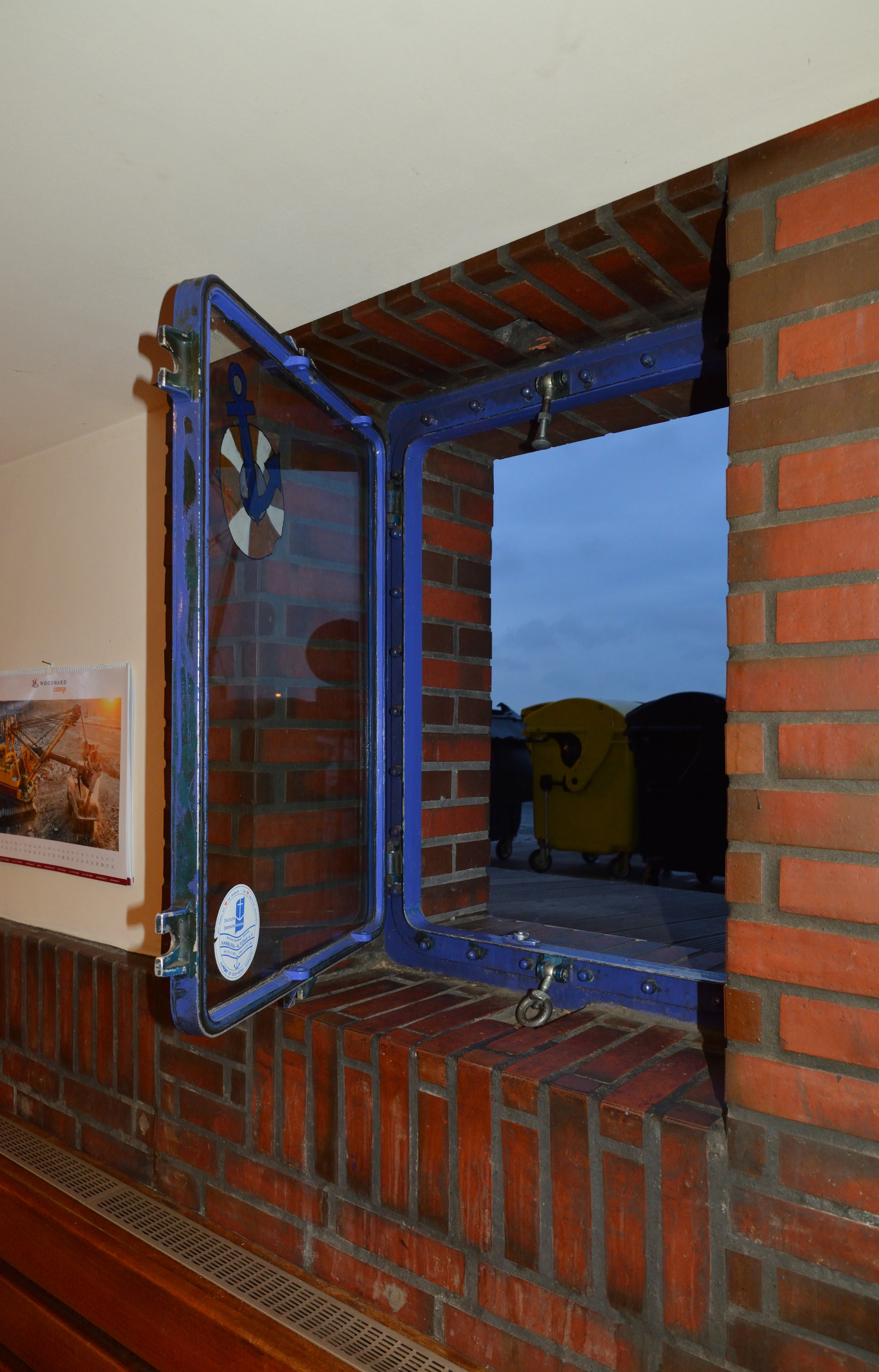
Fenster aus Panzerglas im Kellergeschoss der Seemannsmission Altona

Bis 2010 sollte durchgängig eine Mindesthöhe von 8,50 m – in Einzelfällen bis 9,00 m – erreicht sein. Im Jahr 2011 waren die Deiche in Hamburg auf Höhen zwischen 7,50 und 9,25 m ü. NN ausgebaut. Im Schleswig-Holsteinischen Elbgebiet sind die Deiche auf 8 m ü. NN ausgebaut, mit Ausnahme des Deichabschnitts an der Hetlinger Schanze und zwischen der Pinnau und Krückau, dort ist der Deich auf 8,5 m ü. NN erhöht. Die höchsten Deiche befinden sich in Hamburg-Finkenwerder. Dort müssen aufgrund der großen, für Windeinfluss zugänglichen Wasserfläche Wellenhöhen bis zu einem Meter berücksichtigt werden. Weitere Ausbauten des Hochwasserschutzes sind bis 2019  am Johannisbollwerk/Baumwall, darüber hinaus auch am Billhafen vorgesehen. Für das seit 1990 laufende Ausbauprogramm sind bisher etwa 600 Mio. Euro ausgegeben worden. Für Wohnbauten außerhalb der Deichlinie ist die Errichtung auf Warften von mindestens 7,50 Metern Höhe vorgeschrieben. Die meisten Bauten der Hafencity sind auf Warften von etwa 8 Metern Höhe errichtet worden. Nicht für Wohnbebauung vorgesehene Flächen wie etwa der Fischmarkt werden bei Sturmfluten überflutet und anschließend gereinigt. Einige besonders exponierte Gebäude, etwa in Altona, haben  im Erdgeschoss  Fenster aus Panzerglas.

### Deichpflege
Eine weitere wichtige Erfahrung aus der Hollandsturmflut war, dass von Gebäuden im und am Deich sowie von anderen Fremdnutzungen des Deiches bei Sturmfluten eine massive Gefährdung ausgeht. Diese Gefährdung der Deichsicherheit durch Fremdnutzung – etwa als Gärten – wurde im Februar 1962 am Klütjenfelder Hauptdeich am Berliner Ufer in Hamburg-Wilhelmsburg mit rund 200 Toten in besonders tragischer Weise deutlich. Diese Erkenntnisse führten dazu, dass in der Folgezeit im gesamten Küstengebiet Bäume und Gebäude im und am Deich entfernt und Deichscharte durch Deich-Überfahrten ersetzt wurden; ebenso wurden Fremdnutzungen von Deichanlagen untersagt.

## Verarbeitung

### Wissenschaftliche Dokumentationen
Für die Wissenschaft war die Sturmflut 1962 von großer Bedeutung. Neben zahlreichen wissenschaftlichen Untersuchungen zur Entstehungsgeschichte und zum Ablauf der Sturmflut im Küstengebiet entstanden in der Folgezeit auch Untersuchungen zur Entwicklung von Deichbrüchen, zur Ausbildung von Kolken sowie zur Frage der Versalzung und Neukultivierung der überfluteten Flächen. Schon wenige Tage nach der Sturmflut begannen umfangreiche geowissenschaftliche Untersuchungen am Uelvesbüller Koog in Schleswig-Holstein sowie am Hohenwischer Brack im Hamburger Stadtteil Francop. Am Hohenwischer Brack konnte dabei die Entwicklung und die Besiedlung eines bei einem katastrophalen Naturereignis entstandenen Stillgewässers beobachtet und beschrieben werden.

### Gedenkfeiern
Zum Gedenken der Flutopfer fanden sich nach offiziellen Schätzungen über 150.000 Menschen am 26. Februar 1962 auf dem Hamburger Rathausmarkt und darüber hinaus bis zur Petrikirche und zur Kleinen Alster zu einer großen Trauerfeier ein. Bundespräsident Heinrich Lübke und weitere Vertreter des Bundes und der Länder bekundeten ihre Anteilnahme. In einer Rede gedachte der damalige Erste Bürgermeister Paul Nevermann der Toten und dankte den Helfern. Für eine Schweigeminute ruhte jeglicher Verkehr im westlichen Norddeutschland.
Für die bei der Sturmflut im Lande Bremen ums Leben Gekommenen wurde eine zentrale Trauerfeier auf dem Friedhof in Bremen-Huckelriede veranstaltet.

### Dank an die Helfer
Als sichtbares Zeichen des Dankes für die zahlreichen Helfer der Hilfsorganisationen sowie der deutschen und alliierten Streitkräfte als auch für die vielen Einzelhelfer stifteten die Länder Schleswig-Holstein, Niedersachsen und die Hansestadt Hamburg Dankmedaillen.

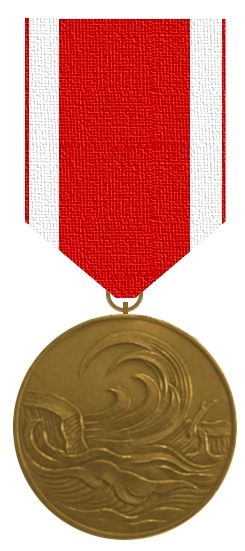
Gedenkmedaille Niedersachsen
Dankmedaille Hamburg

- Gedenkmedaille Niedersachsen
- Dankmedaille Hamburg

### Gedenkstätten

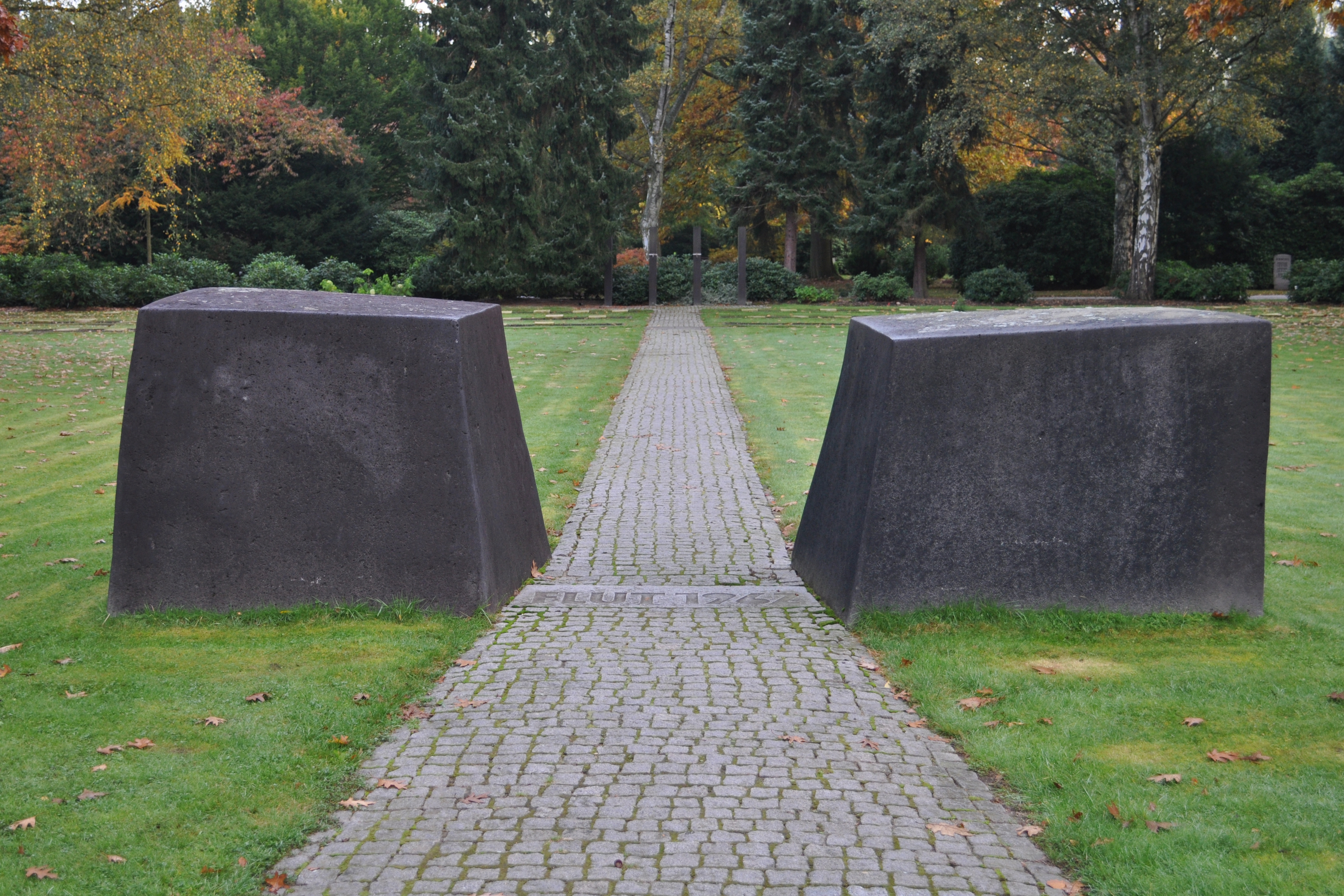
Flutopfer-Mahnmal auf dem Ohlsdorfer Friedhof
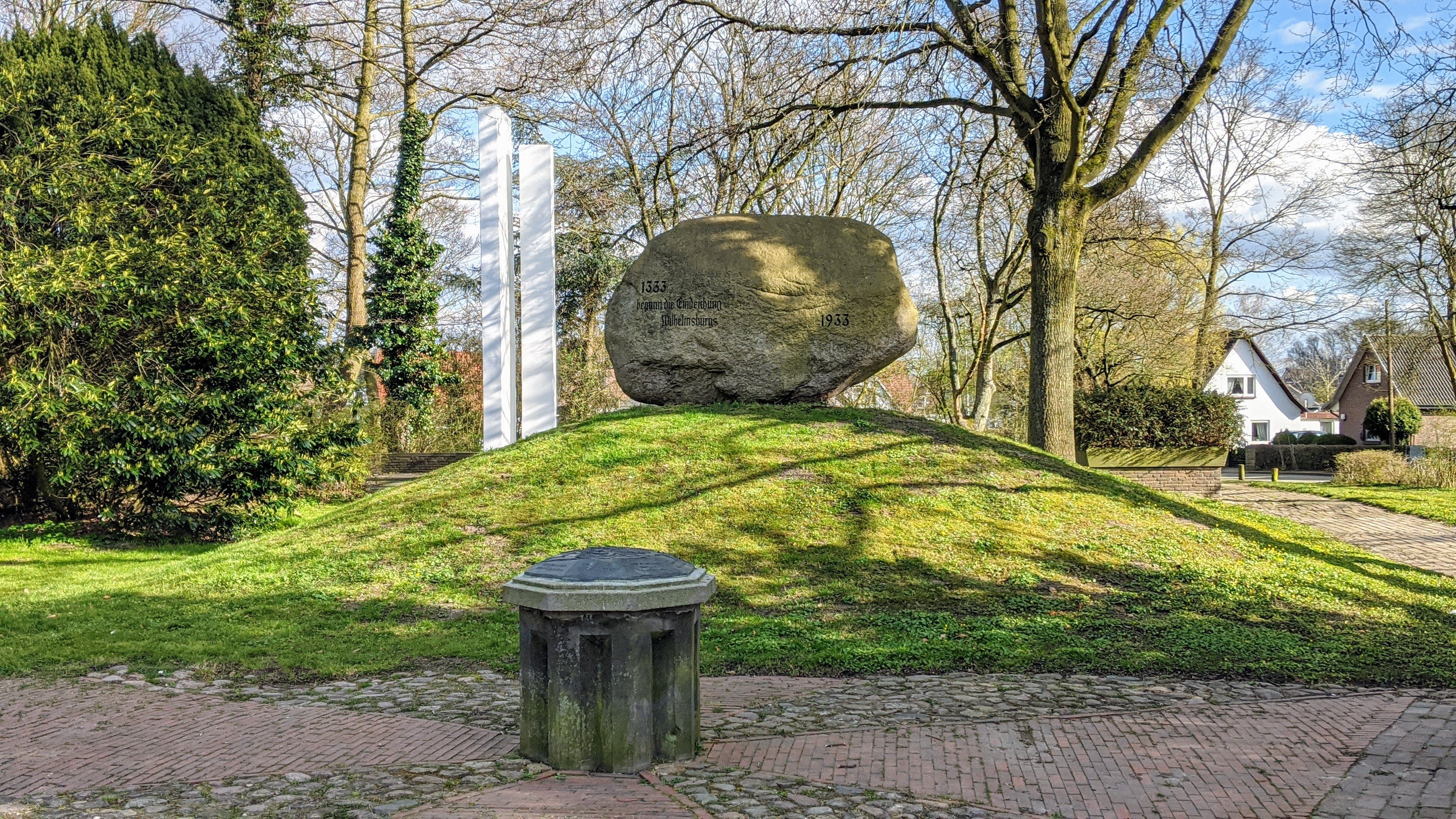
Deichdenkmal Hamburg-Wilhelmsburg: Die Stelen erinnern an die Flutopfer von 1962
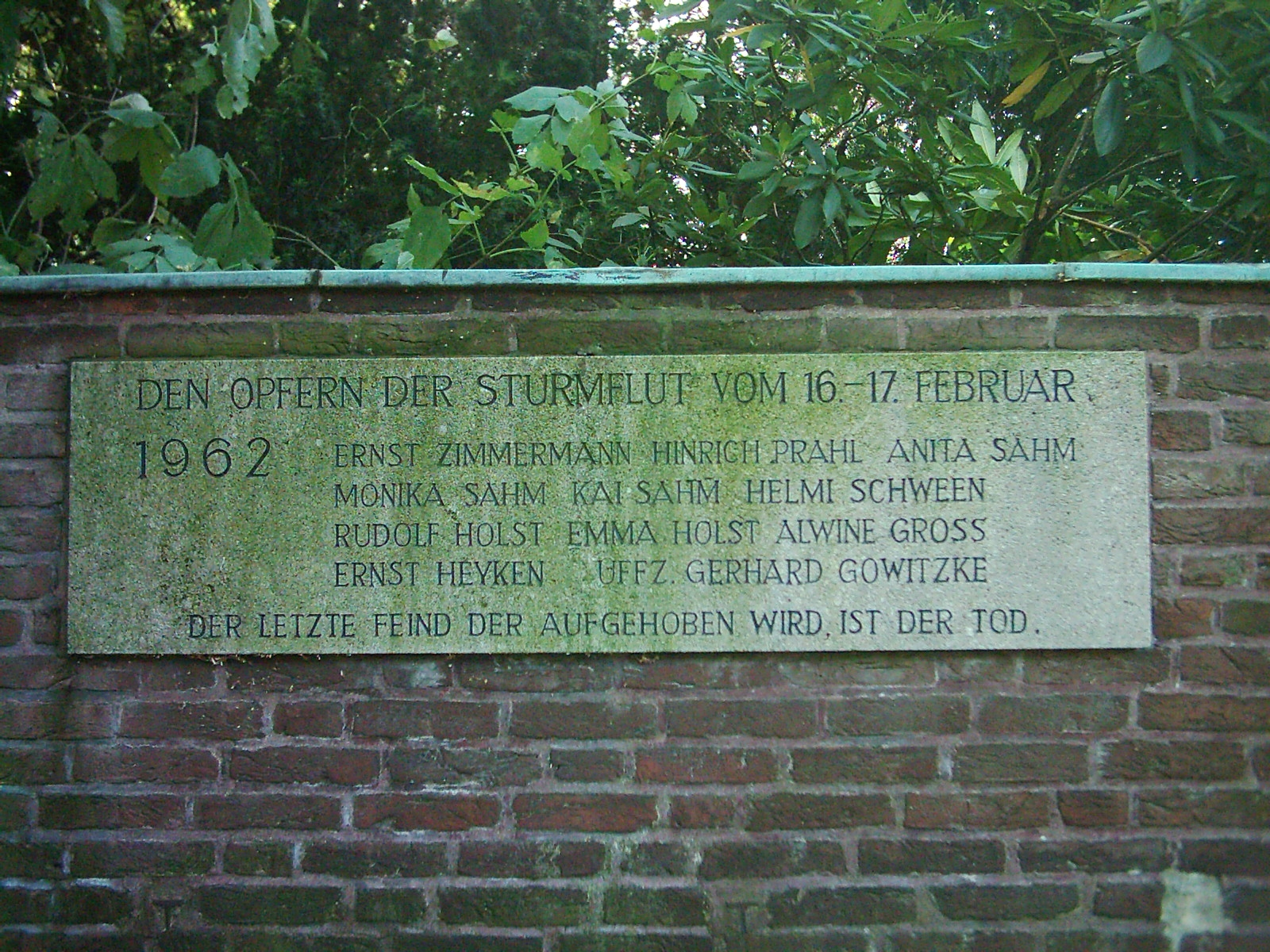
Gedenktafel an die Sturmflutopfer auf dem Friedhof der Maria-Magdalena-Kirche in Hamburg-Moorburg
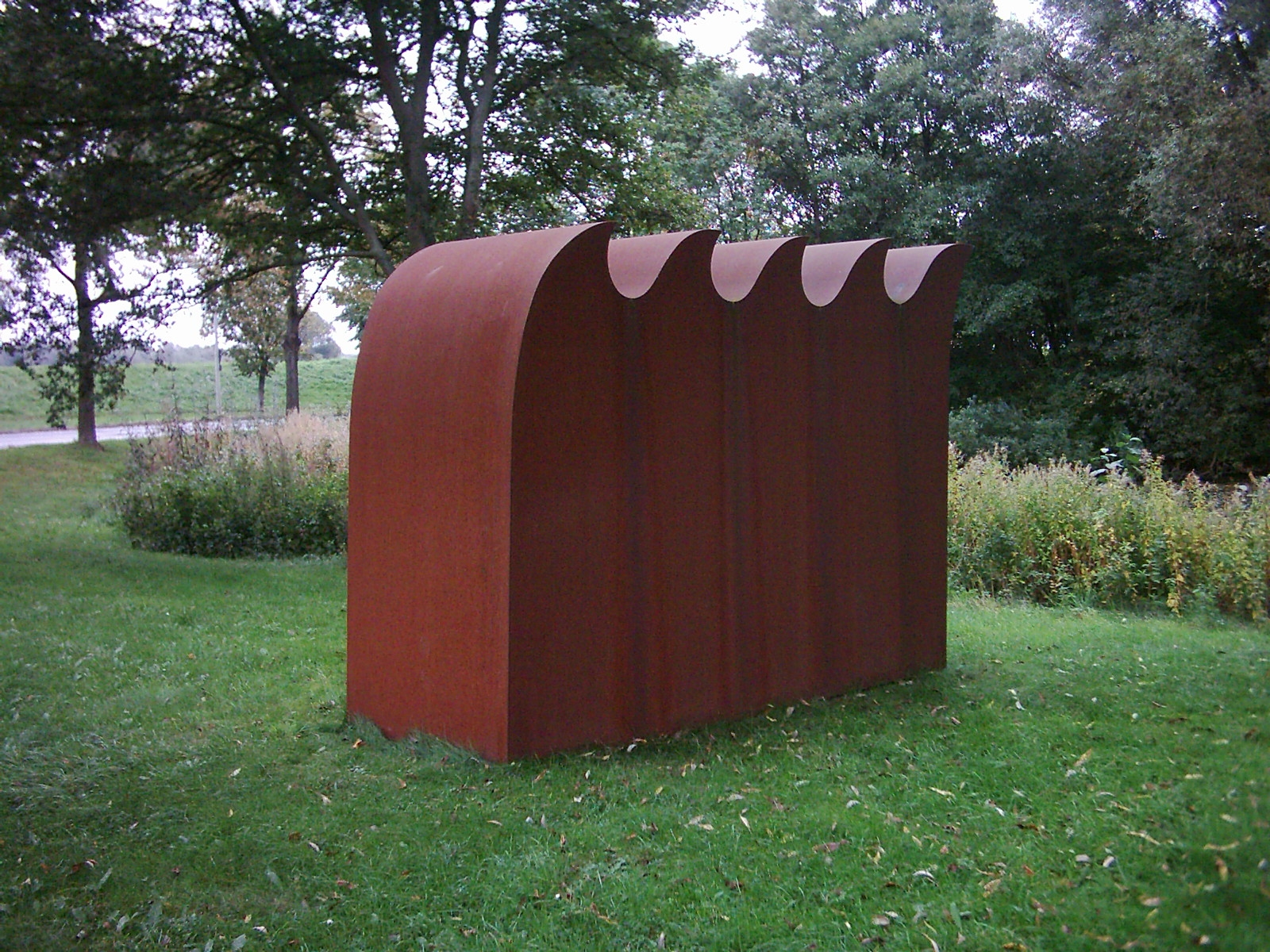
Sturmflut-Denkmal am durch die Flut entstandenen Hohenwischer Brack in Hamburg-Francop, 2006
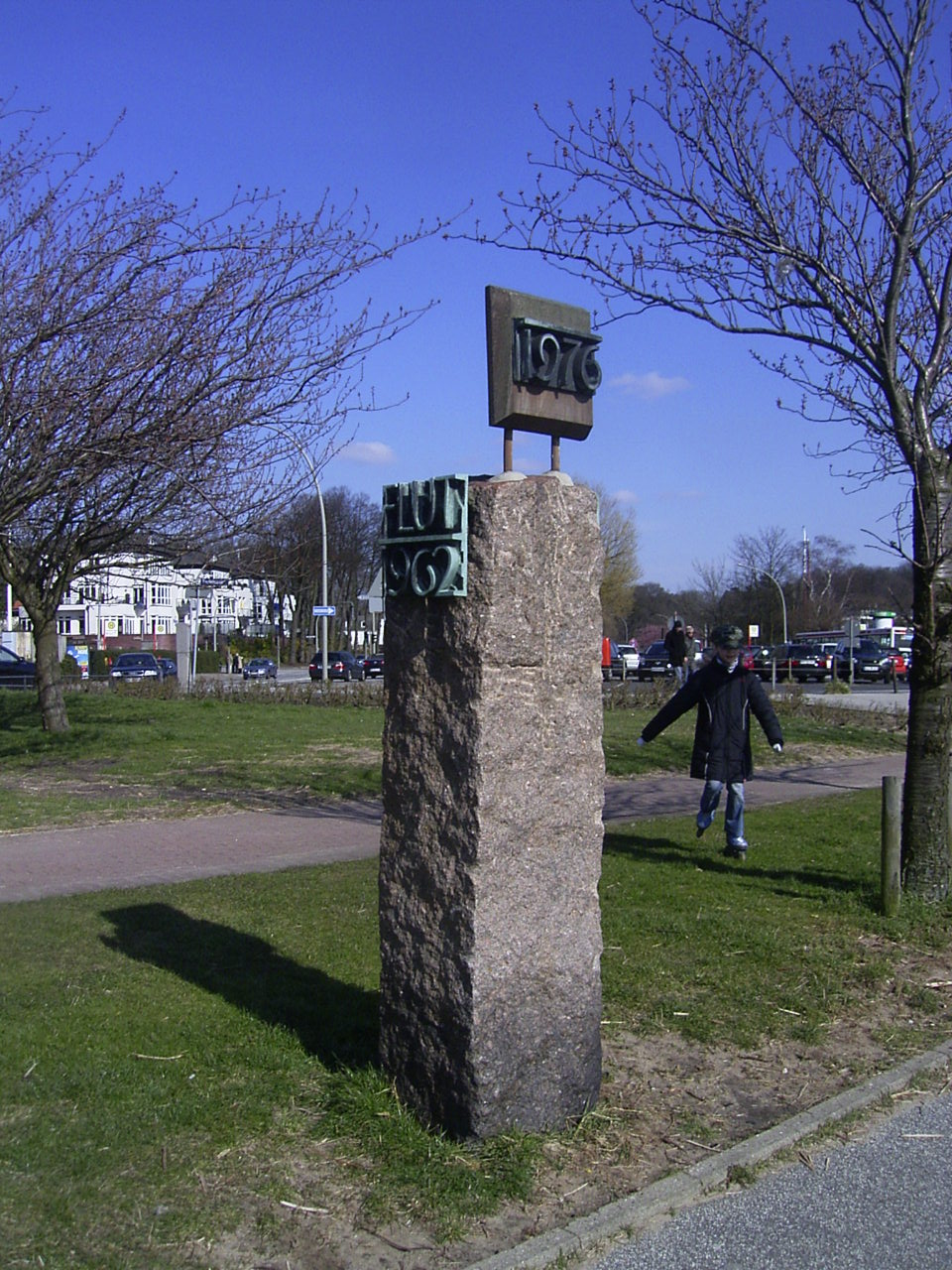
Denkmal mit den Höchstständen der Sturmfluten 1962 und 1976 in Hamburg-Nienstedten, 2008

Einige Mahnmale wurden errichtet, um an die Opfer oder die Rekord-Wasserstände zu erinnern.
- Flutopfer-Mahnmal auf dem Friedhof Ohlsdorf mit Gedenkstein für die dort nicht beigesetzten 221 Toten.[91]
- Flutmarkierung in Hamburg-Innenstadt, Rödingsmarkt 27
- Flutdenkmal Waltershof, Findling mit Bronzeplatte für 42 gestorbene Waltershofer[92]
- Findling Deichdenkmal von 1933 und 2 weiße Stelen Flutopfer Mahnmal von 1964 an der Kirchdorfer Straße in Hamburg-Wilhelmsburg, Kirchdorf.[93]
- Neuer Friedhof an der Bremer Straße in Hamburg-Harburg
- Hamburg-Moorburg: Gedenktafel auf dem Friedhof der Maria-Magdalena-Kirche. Markierung des Hochwasserstandes (ein Meter hoch in der Kirche) links vom Kirchenportal[94]
- Sturmflutdenkmal am Hohenwischer Brack in Hamburg-Francop
- Denkmal zur Erinnerung an den Stand der Flut in Hamburg-Nienstedten

### Dokumentationen in den Medien
- 1987, 25 Jahre nach der Katastrophe, strahlte das Fernsehen den Film Sturmflut (Regie: Lutz Büscher) aus.
- 2005 entstand unter Federführung des NDR eine filmische Rekonstruktion der Ereignisse unter dem Titel „Die Nacht der großen Flut“ unter der Regie von Raymond Ley, u. a. mit Ulrich Tukur als Helmut Schmidt.[95]
- Am 19./20. Februar 2006 strahlte der Privatsender RTL das an den historischen Ereignissen angelehnte zweiteilige Action-Drama Die Sturmflut aus. (Regie: Jorgo Papavassiliou, Drehbuch: Holger Karsten Schmidt).
- Die Hamburger Sturmflut – Helmut Schmidt erzählt. Fernsehinterview von Raymond Ley mit Helmut Schmidt (Frühjahr 2005); Norddeutscher Rundfunk 2006.
- NWZ-Spezial zum 50. Jahrestag der Sturmflut im Februar 1962[96] im Februar 2012
- Vor 50 Jahren: Hamburg versinkt im Wasser. NDR – Norddeutsche Geschichte, abgerufen am 21. Februar 2012.
- 50. Jahrestag der Sturmflut von 1962 in Hamburg, abgerufen am 21. Februar 2012.
- Die große Flut von Hamburg 1962. Dokumentarfilm von Heike Nikolaus, 2021. Ausgestrahlt am 17. Februar 2022 auf arte.[97]
- Kati Grünig (Buch und Regie): Die Sturmflut 1962. Dokumentarfilm, 44 Minuten, Deutschland 2022. (bei YouTube)

### Zeugnisse
„Kommando von 104 Peter kommen. – Ja, sprechen Sie. – Wir sind seit drei Uhr hier eingesetzt. Bei unserem Eintreffen wurden in den Kolonien hier mehrere Hilferufe gehört von uns. Wir konnten jedoch nicht eingreifen, da das Wasser schon zu hoch war. Es ist zu vermuten, dass hier mehrere Menschen ums Leben gekommen sind. Ende.“

„Brauchen dringend, dringend Schlauchboote, äußerste Gefahr hier. – Ja, 82, bitte angeben: wo sind Sie? – Niedernfelde, Niedernfelde, zwanzig bis dreißig Menschen in höchster Lebensgefahr. Kleine Kinder dabei. – Ja. – Wir warten und warten und warten.“

„Meine Damen und Herren, wir unterbrechen unser Programm für eine wichtige Durchsage des Hamburger Seewetteramtes. Für die gesamte Nordseeküste besteht die Gefahr einer sehr schweren Sturmflut.“

„Die Bundeswehr wird gemeinsam mit amerikanischen Fliegern morgen in vermehrtem Maße für diesen Zweck Hubschrauber einsetzen. Außerdem sind über die große Zahl von Schlauchbooten hinaus, die am heutigen Tag für diesen Zweck eingesetzt worden sind, weitere Schlauchboote und auch Sturmboote der Bundeswehr im Anmarsch auf Hamburg, ebenso Schlauchboote der Polizeikräfte und des Bundesgrenzschutzes aus umliegenden Gebieten, mit deren zusätzlichen Einsatz für diesen Zweck – Bergung von Menschen aus isolierten Häusern – im Laufe des Vormittags gerechnet werden kann.“

## Andere Sturmfluten im Elbegebiet
Schwere Sturmfluten sind Jahrhundertereignisse. Für das Elbegebiet werden weiter erwähnt:
- Julianenflut vom 17. Februar 1164
- Cäcilienflut vom 21. November 1412
- Allerheiligenflut 1570 vom 1./2. November 1570
- Allerheiligenflut vom 7. November 1627
- Naturkatastrophe von Holstein vom 14. Februar 1648 (Sturmflut, gleichzeitig Erdbeben)
- Weihnachtsflut 1717 vom 24./25. Dezember 1717
- Sturmflut vom 16. April 1745
- Markusflut vom 7. Oktober 1756
- Februarflut 1825 vom 3./4. Februar 1825
- Neujahrsflut 1855 vom 1./2. Januar 1855
- Märzflut 1906 vom 13. März 1906
- Adolph-Bermpohl-Orkan vom 23. Februar 1967
- Sturmflutkette vom Herbst 1973
- Capella-Orkan vom 3. Januar 1976
- Zweite Januarflut 1976